# 성 베드로 대성전

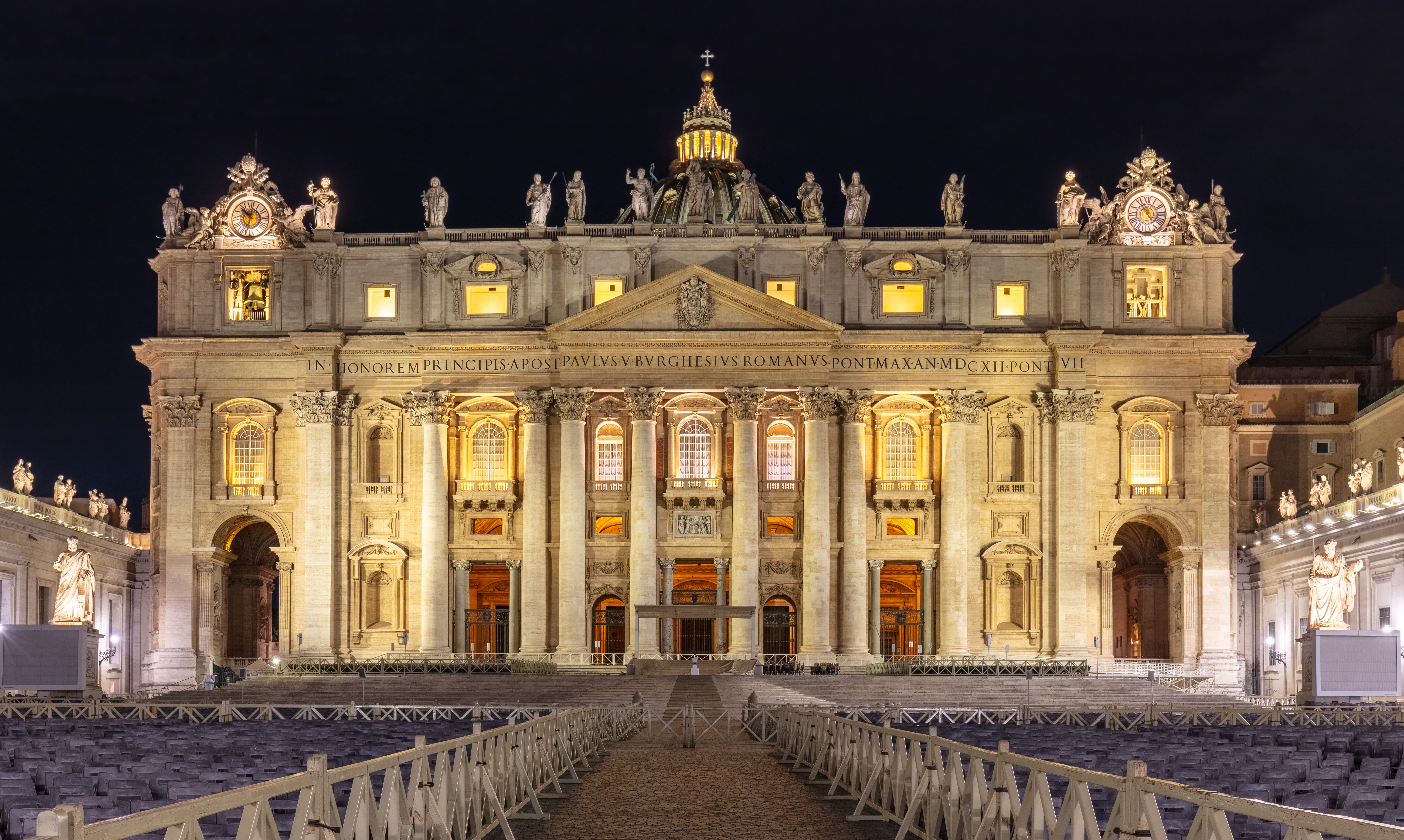
저녁 때의 성베드로 대성전

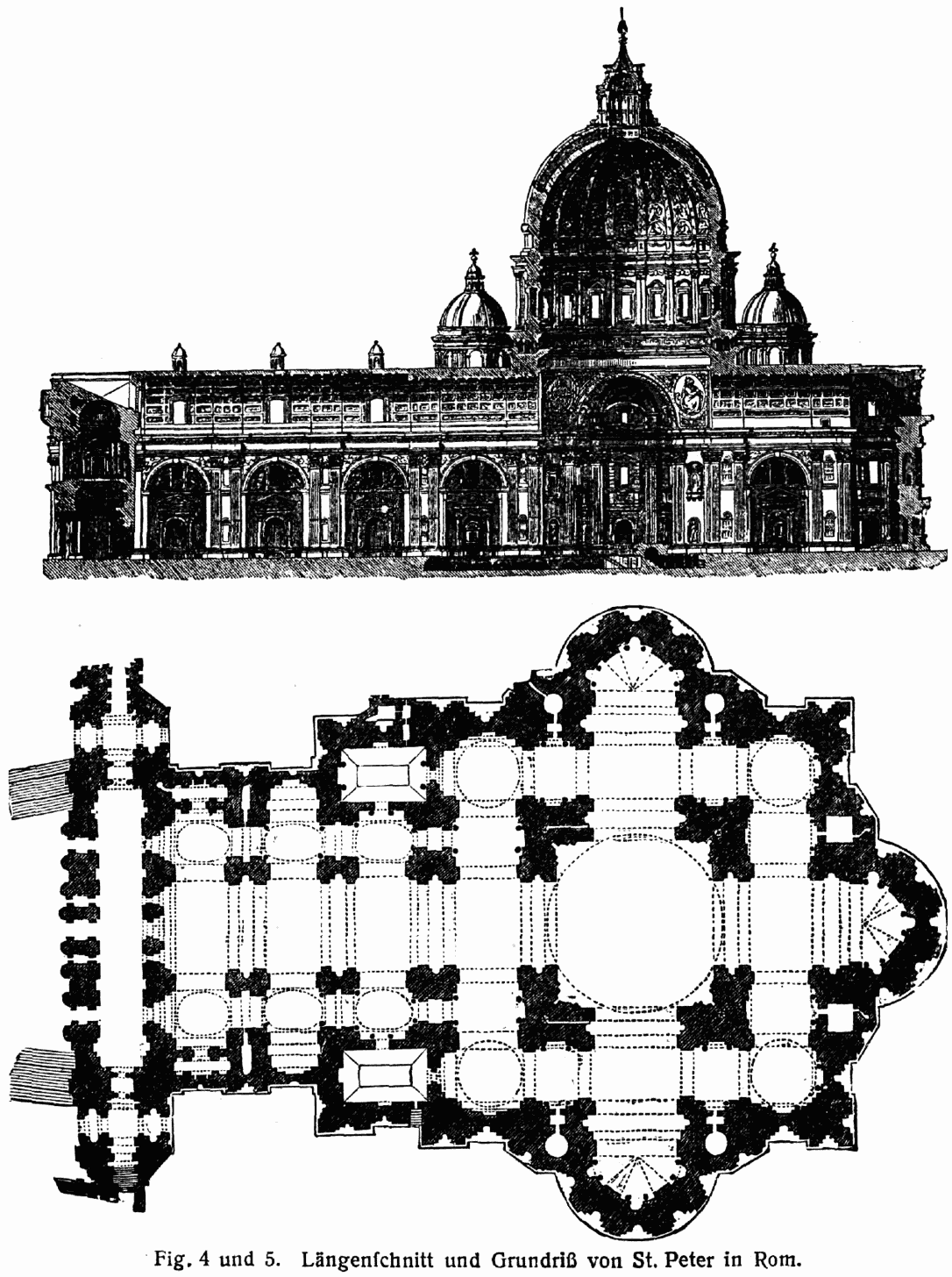
성베드로 대성전의 좌측 구조도

성 베드로 대성전(라틴어: Basilica Sancti Petri, 이탈리아어: Basilica di San Pietro in Vaticano) 혹은 성 베드로 대성당, 바티칸 대성전(Basilica Vaticana)은 바티칸 시국 남동쪽에 있는 대성전을 말한다. 성지 가운데 하나이자 세계 기독교의 일번지, 즉 세계의 모든 교회 가운데 가장 거대한 교회로 유일무이한 위치를 차지하고 있다. 전승에 따르면, 서기 67년에 순교한 예수의 열두 제자 가운데 한 사람이자 로마의 초대 주교, 즉 교황 성 베드로의 무덤 위에 대성전을 건립했다고 한다. 성 베드로 대성전이 로마의 수많은 교회 가운데 가장 유명하기는 하지만, 일반적인 대중의 인식과는 달리 으뜸 교회는 아니다. 로마 교구의 대성전의 명예를 지닌 교회는 산 조반니 인 라테라노 대성당이다.
성 베드로의 시신이 대성전의 제대 아래에 묻혀 있는 까닭에 옛날부터 교황이 선종하면 그 시신을 제대 아래에 안치해오고 있다. 대성전은 4세기 이래 이 장소에 있었다. 대성전의 건설은 1506년 4월 18일에 시작되어 1626년에 완료되었다.
성 베드로 대성전은 그 종교성과 역사성, 예술성 때문에 세계적인 순례 장소로 유명하다. 르네상스부터 바로크에 이르기까지 수많은 예술계의 거장들이 주임 건축가 직책을 계승하면서 오랜 세월에 걸쳐 지은 건축 작품으로서 당대의 가장 거대한 건물로 여겨진다. 로마의 모든 초창기 성당들처럼 성 베드로 대성전 역시 입구가 동쪽에 있으며 후진(後陣)은 서쪽 끝에 있다.

## 지위

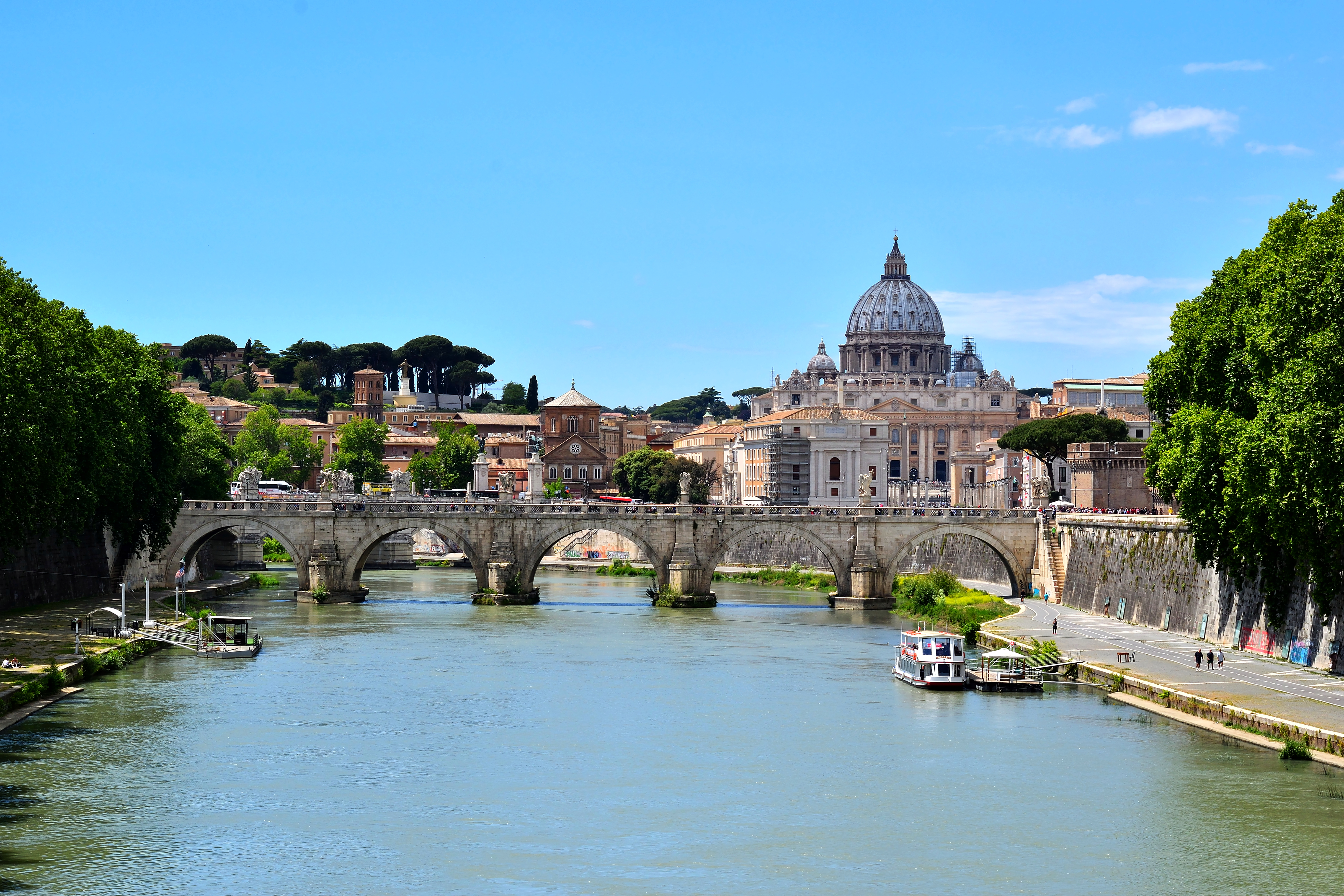
테베레강 방향의 성 베드로 대성당. 로마의 지평선을 압도하는 전통적인 돔 양식이다.

성베드로 대성전은 산 조반니 인 라테라노 대성당, 산타 마리아 마조레 대성당, 산 파올로 푸오리 레 무라 대성당과 더불어 로마의 주요 4대 성전 가운데 하나이다. 이곳은 바티칸 시국에서 가장 중요한 건축물이다. 대성전의 돔은 로마식 지평선의 특징을 갖고 있다. 가장 거대한 기독교 성당에 속하며, 바티칸 영토를 포함하여 2.3헥타르(5.7에이커)의 넓이를 가졌다. 그리고 최대 6만 명 이상의 사람을 수용할 수 있는 대성당 내부에는 500개에 달하는 기둥과 400개가 넘는 조각상이 세워져 있고, 따로 분리된 44개의 제대와 10개의 돔이 있으며, 1300개에 달하는 모자이크 그림들이 벽면에 장식되어 있다. 기독교 세계의 성지 가운데 하나인 이곳은 성 베드로가 묻힌 곳이기도 하다. 전승에 따르면, 그는 예수의 열두 제자 가운데 한 사람으로 나중에 로마의 첫 번째 주교, 즉 최초의 교황이 되었다고 한다. 비록 신약성경에는 베드로의 로마 체류나 순교 장소에 관한 이야기가 없긴 하지만, 가톨릭 교회에서는 전통적으로 그의 무덤이 발다키노와 제대 아래에 있다고 생각한다. 그런 연유로, 베드로를 시발점으로 많은 교황이 이곳에 같이 매장되었다. 낡은 콘스탄티노 대성당을 헐고 새로 지은 지금의 대성당은 1506년 4월 18일에 건축을 시작하여 1626년에 끝마쳤다.
비록 성 베드로 대성당이 교황의 공식 주교좌이거나 대성당 가운데 제일의 지위를 가진 것도 아니지만(산 조반니 인 라테라노 대성당), 위치가 바티칸 시국 벽 안에 있고 교황의 주거지와 인접해 있을뿐더러, 교황이 집전하는 대부분 의식이 열리는 장소가 이곳이기 때문에 교황의 가장 중요한 성당으로 여겨진다.

## 역사

### 성 베드로의 매장 장소
신약성경의 사도행전에 기록된 바에 따르면, 1세기에 예수가 승천하고 나서 그의 열두 제자 가운데 갈릴래아에서 태어난 어부 출신으로, 베드로라고 알려진 시몬이 예수의 추종자들 가운데서 지도자로서의 위치를 차지하였고 기독교 설립에 매우 중요한 역할을 했다고 한다. 개종한 사람들 가운데 사도 바오로라고 알려진 타르수스의 바오로는 자신의 선교 여행과 여러 지역 교회를 훈계하고 격려한 내용을 담은 많은 서신을 썼는데, 이는 기독교가 로마 제국 전역에 걸쳐 퍼져 나가는 데 밑거름이 되었다. 성 바오로가 로마로 선교하러 떠났다는 것도 여기에 적혀 있다. 오래된 전승에 따라 성 베드로도 성 바오로처럼 로마로 길을 떠났으며, 그곳에서 순교했다고 믿어진다.

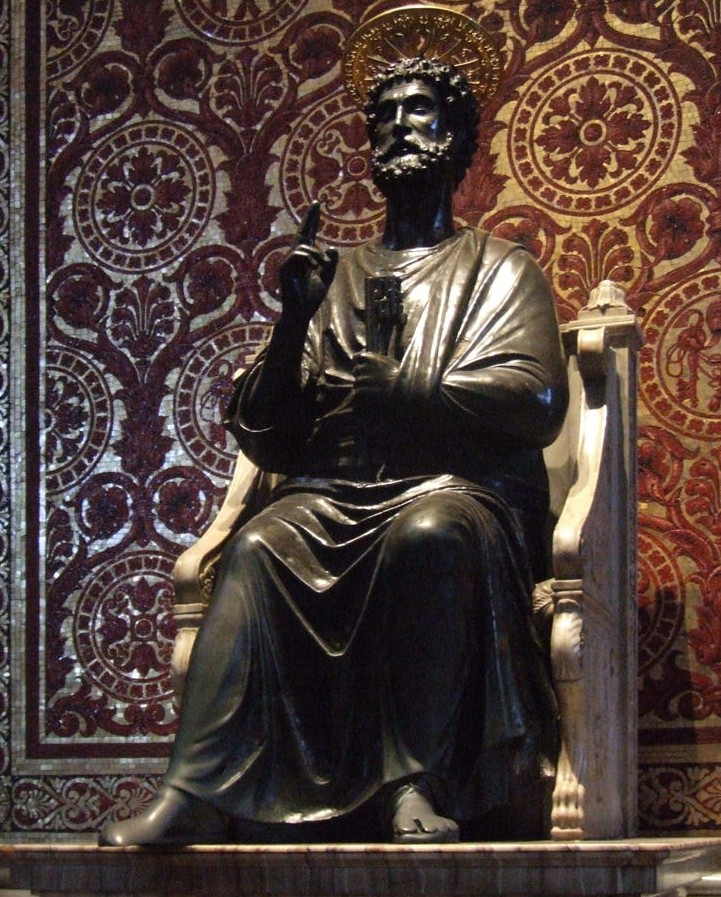
대성당 안에 있는 성 베드로 청동상

베드로라는 이름은 라틴어로는 “페트루스(Petrus)”이며 그리스어로는 “페트로스(Petros)”인데, 그리스어로 “돌” 또는 “바위”를 뜻하는 “페트라(petra)”에서 유래한 것이다. 이는 마태오 복음서 16장 18절에서 예수가 베드로에게 한 말에서 기인한 말이다: “나 또한 너에게 말한다. 너는 베드로이다. 내가 이 반석 위에 내 교회를 세울 터인즉, 저승의 세력도 그것을 이기지 못할 것이다.”
전통적으로 성 베드로는 머리를 아래로 두고 십자가에 거꾸로 못 박혀 순교했다고 전해진다(역십자가형). 그의 유해는 바티카누스 언덕 위 비아 코르넬리아로 통하는 인근 길에 묻혔다. 위치는 이교도와 그리스도인의 공동묘지 장소로 알려졌다. 베드로의 무덤은 처음엔 기념비 하나 없이 그의 이름을 상징하는 붉은 돌만 있는 단순한 형태였기 때문에 비(非) 그리스도인들은 이를 대수롭지 않게 여겼다.
1950년 12월 23일, 성탄절 전날에 교황 비오 12세는 라디오 방송을 통해 전 세계에 성 베드로의 무덤을 발굴했다는 소식을 알렸다. 이는 9세기 이래 접근하기 어려웠던 대성당 지하실 아래 구역을 조사하며 탐구한 지 10년 만에 이룬 성과였다. 매장 장소는 1세기에 교황 아나클레토가 지은 것으로 여겨지는 건물보다 위에 있는 지하 공간인 듯하다.

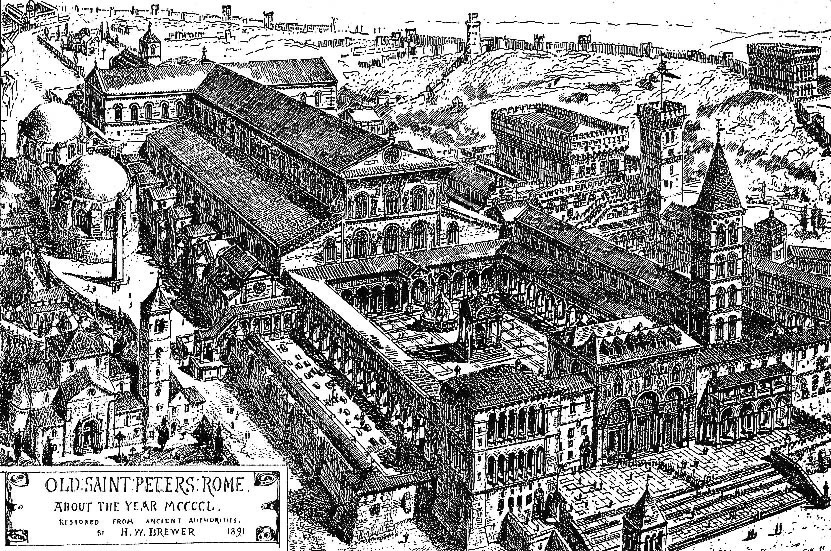
옛 성 베드로 대성당의 상상도, H.W.브루워, 1891

### 옛 대성당
옛 성 베드로 대성당은 서기 326년에서 333년 사이에 콘스탄티누스 대제의 지시로 건설된 4세기 성당이다. 대성당은 동쪽 끝에 나온 부분에서부터 넓은 중랑(中廊)과 양쪽 통로가 있는 전형적인 라틴 십자가 양식이었다. 당시 넓이가 103.6미터(350피트)를 넘었으며, 입구는 거대한 열주 안뜰 앞에 있었다. 이 성당은 성 베드로가 묻힌 곳이라고 믿어진 작은 성소 위에 건립되었다. 이곳에는 15세기까지 성 베드로를 시작으로 대다수 교황을 포함한 수많은 무덤과 기념비가 세워졌다. 지금의 대성당이 건립된 이후, 두 건물을 구별하고자 전에 사용했던 성당은 ‘옛 성 베드로 대성당’이라고 부른다. 본래 이 성당은 건물 안 중앙에 있는 성 베드로의 묘소를 방문하려고 찾아온 순례자들을 위한 거주용 목적으로 지어진 곳이었으며, 고대와 중세 시절 교황의 거주지는 산 조반니 인 라테라노 대성당과 인접한 라테라노 궁전이었다.

### 개축 계획
15세기 말, 아비뇽 유수기에 옛 대성당에 관리가 소홀하여 노후화가 극심해졌다. 그때마다 보수 작업이 뒤따르긴 했으나 원래의 모습은 많이 잃어버리게 되었다. 다시 짓거나 최소한 기본 구조의 변경을 고려한 최초의 교황은 교황 니콜라오 5세(1447 – 1455)였던 것 같다. 그는 레오네 바티스타 알베르티와 베르나르도 로셀리노에게 옛 대성당의 보수 공사 권한을 주었으며, 특히 로셀리노에게는 완전히 새로운 대성당의 설계 또는 옛 대성당의 과감한 변경 도면을 그릴 것을 명령하였다. 니콜라오 5세의 통치는 정치적 문제로 좌절되었으며, 그가 선종하자 별달리 이루어진 것도 없게 되었다. 다만 그는 대성당을 짓는 데 필요한 2,522개의 돌을 콜로세움에서 가져오도록 하였다.
1505년, 교황 율리오 2세는 니콜라오 5세의 선종이 대성당을 훼손하려는 사람들에게 내린 하늘의 경고라는 소문에도 아랑곳하지 않고, 로마의 영광을 위하여 옛 건물을 헐고 화려한 건물로 바꾼다는 결정을 내렸다. 곧 설계 공모가 시행되었으며, 수많은 후보작 가운데 우피치 미술관의 설계도가 끝까지 살아남았다. 이후 120년 동안 수많은 교황과 건축가들이 건축 사업을 이어갔으며, 그들의 노력이 한데 모여 대성당이 지금과 같은 모습을 갖게 되었다. 율리오 2세 때부터 시작된 계획은 레오 10세 (1513 – 1521), 하드리아노 6세 (1522 – 1523), 클레멘스 7세 (1523 – 1534), 바오로 3세 (1534 – 1549), 율리오 3세 (1550 – 1555), 마르첼로 2세 (1555), 바오로 4세 (1555 – 1559), 비오 4세 (1559 – 1565), 성 비오 5세 (1565 – 1572), 그레고리오 13세 (1572 – 1585), 식스토 5세 (1585 – 1590), 우르바노 7세 (1590), 그레고리오 14세 (1590 – 1591), 인노첸시오 9세 (1591), 클레멘스 8세 (1592 – 1605), 레오 11세 (1605), 바오로 5세 (1605 – 1621), 그레고리오 15세 (1621 – 1623), 우르바노 8세 (1623 – 1644) 그리고 인노첸시오 10세 (1644 – 1655)의 치세 때까지 계속되었다.

## 건축

### 계속된 계획들

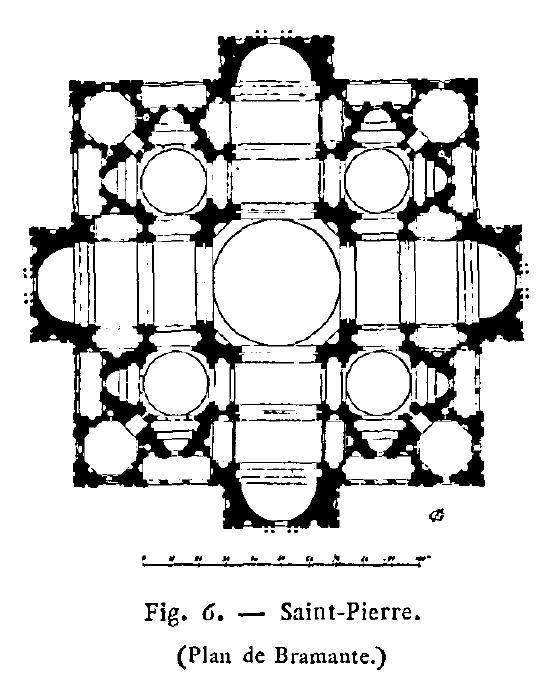
브라만테의 계획

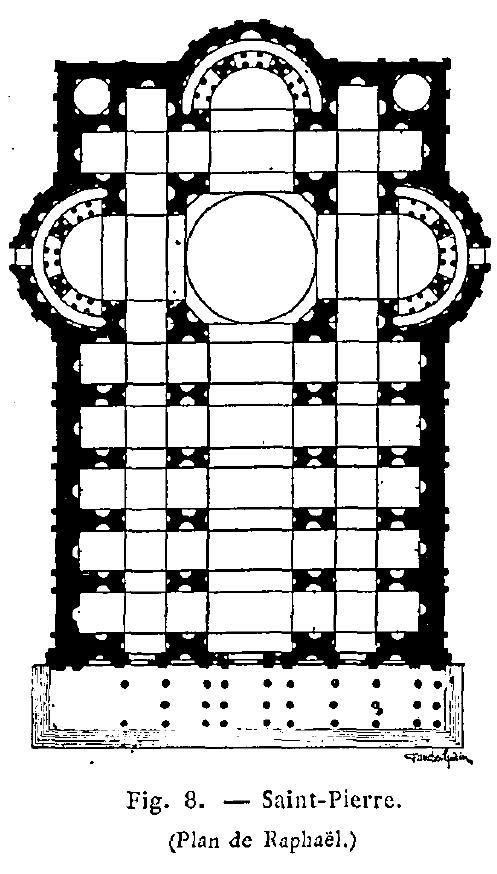
라파엘로의 계획

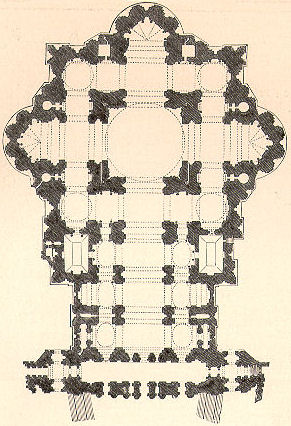
미켈란젤로의 계획, 마데르나의 중랑과 외관 확장

기독교 세계에서 가장 위대한 건축물을 만들고자 했던 율리오 2세는 설계 공모를 시행했는데, 이 공모의 출품작들은 피렌체의 우피치 미술관에 아직도 남아 있다. 최종적으로 브라만테의 설계안이 선정되어 1506년에 공사를 시작했다. 이는 그리스 십자가 형태의 설계안으로 건물의 돔은 로마의 신전인 판테온의 영향을 받은 것이다. 브라만테의 설계안과 판테온의 큰 차이점은 연속적으로 벽이 지지하는 판테온의 돔에 반해, 새 대성당은 네 개의 커다란 기둥으로만 지지가 된다는 것이다. 이런 특징은 최종 설계안까지 유지되었다. 브라만테의 돔 위에는 작은 돔이 있는 정탑(頂塔)이 놓였는데, 이 정탑은 초기 르네상스 건물인 피렌체 대성당의 브루넬레스키의 돔 위에 미켈로초가 설계한 정탑과 그 형태가 매우 비슷하다.
브라만테는 중앙부의 돔을 사선 축으로 다섯 개의 낮은 돔들이 둘러싸도록 설계했다. 성단소, 중랑, 익랑은 모두 후진에서 끝나는 두 공간 구획이 있었다. 건물의 각 귀퉁이에는 탑이 세워져, 전체적인 평면은 후진들이 동서남북의 기본 방위를 가리키는 정사각형이 되었다. 각각의 후진들은 두 개의 거대한 방사선상의 반원 형태를 취한 부벽(扶壁)을 갖고 있었다.
율리오 교황이 1513년에 선종하자, 브라만테의 자리는 줄리아노 다 상갈로와 프라 조콘도, 라파엘로로 교체되었다. 상갈로와 프라 조콘도는 둘 다 1515년에 사망하였고, 브라만테는 그 전년도에 사망하였다. 중랑에 다섯 개의 공간 구획을 만들고, 복잡한 후진들이 한 열로 된 경당을 측랑 바깥의 양쪽 면에 설치하는 등 라파엘로의 설계안에 이르러 큰 변화가 일어났다. 라파엘로의 성단소와 익랑 설계도에는 탑들의 크기를 줄이는 것을 통해 외부 벽들을 더욱 명확하게 함으로써 완벽한 정방형 형태가 되었고, 반원의 후진들은 복도로 에워싸여 더욱 명확하게 경계가 한정되었다.
1520년 라파엘로마저 서른일곱 살의 나이로 죽자 그의 뒤를 이은 페루치는 라파엘로가 계획한 주요 후진 세 곳의 내부 배열에 대한 변경사항을 유지했다. 그러나 한편으로는 그리스 십자가 평면과 같이 브라만테가 계획한 다른 주안점으로 돌아갔다. 이 계획은 당시 교황령이 처한 여러 어려움 때문에 진행되지 못하였다. 1527년 로마는 신성 로마 제국의 카를 5세에 의해 무참히 짓밟히고 약탈당했다. 페루치는 1536년 그의 설계안이 실현되는 것을 보지 못하고 죽었다.
이러한 때 (‘소(小) 상갈로’로 알려진) 안토니오 다 상갈로 일 조바네가 설계안을 제출했는데, 페루치와 라파엘로, 브라만테의 특징들을 합친 그의 설계안에는 건물이 폭이 넓은 정면과 동적인 돌출이 엿보이는 열주 현관, 그리고 길이가 짧은 중랑을 갖게 하였다. 돔에 대한 그의 제안은 구조와 장식 양면에서 모두 브라만테의 그것에 비해 정교하여 외부에 가로로 된 보를 포함하였다. 브라만테가 그랬던 것처럼 상갈로도 돔 위에 정탑을 놓을 것을 제안했다. 이 정탑은 더 크고 정교한 형태로 상갈로가 다시 설계한 것이다. 상갈로가 실제로 해낸 공적은 금이 가기 시작한 브라만테의 기둥들을 튼튼하게 한 것이었다.
1547년 1월 1일, 바오로 3세의 치세에 70대에 접어든 미켈란젤로가 안토니오 다 상갈로의 수석 책임자 자리를 물려받았는데, 이 자리는 성 베드로 대성당의 건설 계획을 감독하는 자리였다. 건설 과정을 지속적으로 감독한 점을 통해 그는 지금도 이 건물에서 가장 큰 위치를 차지하는 최고의 설계가로 인정받고 있다. 사실 그는 이 일을 즐거운 마음으로 받아들이지 않았다. 왜냐하면, 원래 선정된 후보자인 줄리오 로마노가 죽고, 산소비노도 베네치아로 가야 했기 때문에 일을 거절하자 대신에 바오로 교황이 미켈란젤로에게 강제로 떠넘긴 것이었기 때문이다. 미켈란젤로는 “나는 이 일이 오직 하느님의 사랑과 사도 베드로의 영광을 위한 것임을 알고 있다.”라는 글을 썼다. 그는 최종목표를 이루려면 어떻게 해서든지 자신이 자유를 얻어야 한다고 생각했다.

### 미켈란젤로의 기여
미켈란젤로는 고대 로마 이후에 지어진 그 어떤 기둥보다도 거대한 네 개의 기둥이 남은 옛 대성당의 중랑 뒤에 솟아 있는 건축 부지를 인계받았다. 또한, 그는 16세기에서 가장 뛰어난 건축가들과 기술자들이 고안한 여러 설계안도 물려받았다. 이 설계안들에는 공통점이 많았다. 건축가들은 모두 한 세기 전에 브루넬레스키가 르네상스 시대 피렌체의 지평선을 압도하게끔 지은 돔이 대성당에도 필요하다고 생각했다. 그리고 베네치아에 있는 비잔틴 양식의 산 마르코 대성당과 같은 그리스 십자가 형태 모양과 두 익랑에서 성단소로 이어지는 피렌체 대성당과 같은 라틴 십자가 형태, 이렇게 두 가지 형태에서 보이는 강한 대칭적 평면 또한 필요하다고 여겼다.
40여 년간 작업은 조금밖에 진척되지 못했으나, 미켈란젤로는 앞서 건축가들의 발상들을 간단히 무시하지는 않았다. 앞으로 지어질 위대한 건물을 위해 그는 이 발상들을 참고하였다. 무엇보다도, 미켈란젤로는 브라만테의 원래 설계안이 가진 본질적 가치를 인식했다. 바로 그리스 십자가 형태로 돌아간 것이었다. 헬렌 가드너는 “브라만테의 계획안에서의 중심성을 무너뜨리지 않고서, 미켈란젤로가 펜으로 그은 몇 개의 필치는 복잡성을 단단하고 응집력 있는 통일성으로 전환했다.”라고 평가했다.
지금도 남아있는 성 베드로 대성당은 카를로 마데르노가 중랑을 확장한 것이다. 성단소의 끝(성당의 동쪽 끝)과 거대한 중앙에 배치된 돔은 미켈란젤로의 작품이다. 바티칸 시국 내에서의 돔의 위치와 광장 앞에서 건물을 보았을 때에 네이브가 돔을 가리는 것 때문에 미켈란젤로의 작품은 멀리서 보았을 때에 가장 잘 감상할 수 있다. 분명한 것은 미켈란젤로가 브라만테의 광장 계획안에서 분명히 정의된 기하학적 형태와, 반원형의 광장을 만들려던 라파엘로의 계획안을 상당히 축소해 버렸다는 것이다. 미켈란젤로는 외부에 상당한 비례의 석조 건축물을 만들고 각 모퉁이에 제의실과 계단통을 둠으로써 기하학적 분명함을 희미하게 만들어 버렸다. 이렇게 하여 여러 각도에서 보았을 때에 연속하는 벽 표면이 접히거나 부러진 것으로 보이게 되었으나, 건물의 모퉁이에서 방향이 바뀌는 것을 알려주는 직각 형태는 부족해졌다. 외부는 조금씩 서로 다른 각도로 배치된 코린트식 벽기둥의 거대 오더로 둘러싸여 있는데, 벽의 표면에서 계속해서 바뀌는 각도를 따라가게 된다. 이 벽기둥들 위로는 거대한 벽돌림띠가 하나의 연속된 띠처럼 물결치며 이어져, 건물 전체를 마치 압축 상태로 고정하고 있는 듯한 인상을 준다.

### 돔- 성공적인 도안과 최종 해결책
성 베드로 대성당 돔의 총 높이는 대성당의 바닥에서 바깥에 있는 십자가의 끝까지 136.57m에 이른다. 이는 세계에서 가장 높은 돔이다. 돔의 안쪽 지름은 41.47m로 앞서 만들어진 두 개의 거대한 돔들(고대 로마의 판테온, 초기 르네상스의 피렌체 대성당의 돔)보다 조금 작다. 이 돔은 537년 완공된 콘스탄티노폴리스의 하기아 소피아 성당보다 지름이 약 9.1m 정도 더 크다. 성 베드로 대성당의 건축가들은 어떻게 이 건물이 기독교 세계에서 가장 거대한 돔으로 보이게 할지 해결책을 찾으려고 판테온과 피렌체 대성당의 돔을 참고했다.

#### 브라만테와 상갈로

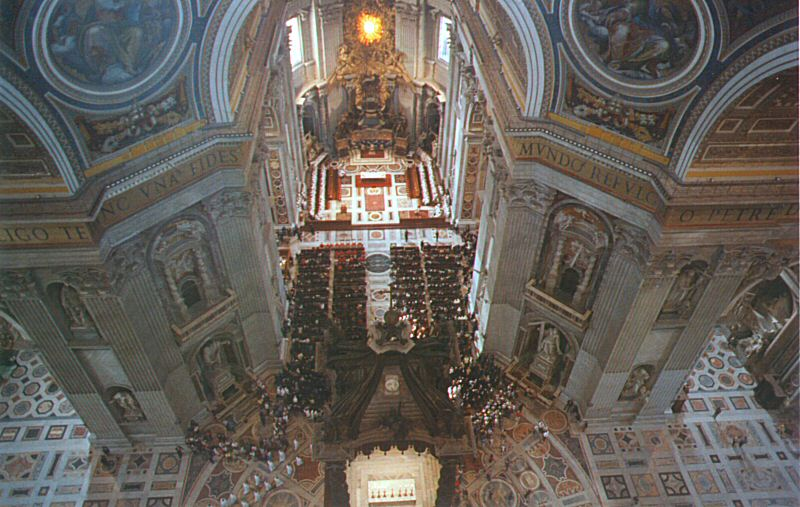
돔에서 내려다 본 브라만테가 세운 거대한 교각과 미켈란젤로가 세운 후진 끝.

지름이 43.3m인 판테온의 돔(19세기까지 세계에서 가장 넓은 돔이었음)은 단 하나의 문을 제외한 어떤 출입구나 창문도 없는 원통형의 벽 위에 지지가 되어 있다. 판테온의 높이는 판테온의 지름과 같다. 판테온의 돔은 콘크리트로 된 한 겹의 외피로 건설되었는데, 콘크리트에는 화산암과 석회화, 부석을 많은 비율로 함유하여 무게를 줄였다. 돔 내부의 표면은 깊은 우물천장으로 되어 있는데 이는 수직·수평으로 살을 만드는 효과를 내어, 전체 하중을 줄이는 효과를 낳았다. 돔의 최고점에는 지름 8m의 눈 모양의 개구부가 있어 건물 내부로 빛을 끌어들인다.
브라만테의 대성당의 돔 계획안은 이러한 판테온의 돔을 본받아 매우 흡사하였는데, 그가 재발견한 제조 방식으로 만들어진 석회화로 된 콘크리트로 지은 돔이었다. 돔 위에 있는 정탑을 제외하면 두 돔의 윤곽은 매우 흡사하며, 또한 판테온의 지지벽은 대성당에서는 지면에서 네 개의 육중한 기둥 위에 올려진 원통으로 바뀌었다. 판테온에서 쓰였던 것처럼, 성 베드로 대성당의 단단한 벽은 브라만테가 벽에 창문들을 뚫고 늘어선 기둥들로 벽을 둘러싸게 하여 가벼워질 수 있었다.
피렌체 대성당의 경우, 브루넬레스키가 돔의 공사를 실현하기 전까지 뾰족한 돔의 시각적 형태를 만들고 싶어하는 오랜 세월의 열망이 존재했다.(비잔틴 건축에서 재도입된) 능삼무늬 패턴으로 서로 맞물려진 벽돌들로 이루어진 두 겹의 외피를 건설했고, 여덟 개의 석제 뼈대의 완만하게 위로 올라가는 경사는 반구형의 아치를 만드는 데 필요한 육중한 목재 거푸집이 없이도 건설이 가능해졌다. 정탑의 세부 장식을 제외하면 이 돔의 모습은 완전히 고딕 양식의 것이었고, 돔에 쓰인 공학은 혁신적이었으며, 당시 남아있던 고대 로마의 거대한 돔과 볼트들을 연구하여 만들어진 것이었다.
상갈로는 앞서 돔을 계획한 두 전임자의 선례에 주목했다. 그는 판테온에 있는 우물천장과 피렌체 대성당의 외부에 있는 석조 뼈대의 가치를 이해했다. 그는 브라만테가 계획한 열주랑을 기단 주위의 잘 정돈된 아치로 이루어진 개구부들로 단순화하고, 강화했으며 확장하였다. 또한, 두 번째 아케이드는 첫 번째 아케이드의 층 위로 쌓도록 하였다. 그의 손에서, 피렌체 대성당에서 기초한 정탑의 섬세한 형태는 돌출한 토대들로 둘러싸인 육중한 구조물이 되어, 늘어선 기둥들이 원뿔형의 첨탑들로 둘러싸일 것이었다. 전체 설계안은 수직적인 한 덩어리를 만들어냈고 가루 설탕 끈으로 완성된 세 층의 웨딩케이크와 같은 복합성을 갖게 되었다.

#### 미켈란젤로와 자코모 델라 포르타

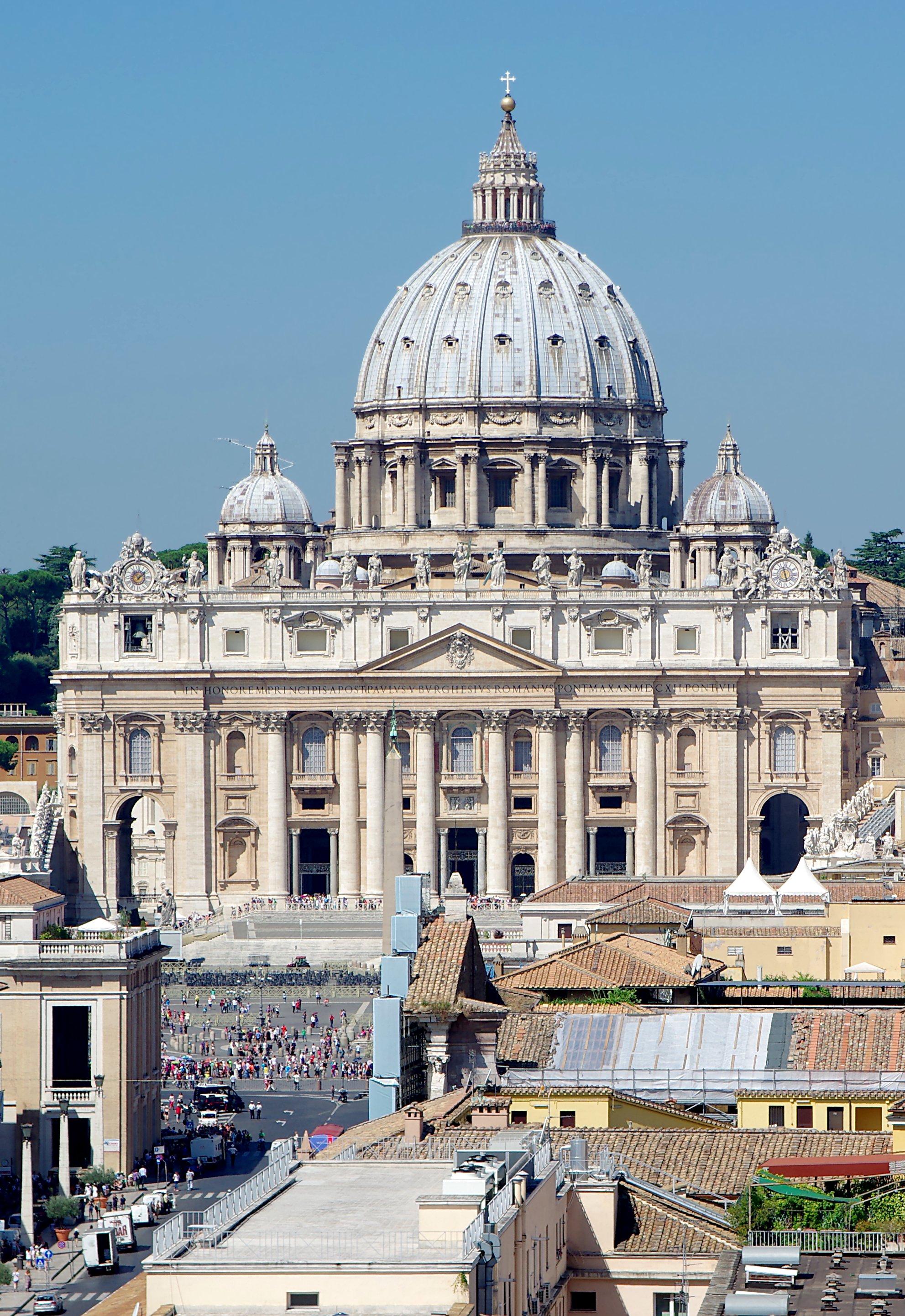
산탄젤로 성에서 바라본 성 베드로 대성당. 정면 뒤로 둥근 돔이 보인다.

미켈란젤로는 이전에 계획되었던 여러 가지 설계안들을 모두 참고하여 돔을 재설계했다. 미켈란젤로의 돔은 피렌체의 것처럼 벽돌로 된 두 겹의 외피로 건설되었으며, 바깥쪽의 것은 16개의 석조 서까래를 가지고 있었는데 이는 피렌체의 것보다 두 배나 많았으나 상갈로의 설계안보다는 적은 숫자였다. 브라만테와 상갈로의 설계안에서처럼 돔은 원통형 부분 위에 있는 기둥들에 의해 들어 올려졌다. 브라만테가 계획한 원형으로 둘러싼 기둥들이나 상갈로가 계획한 아케이드는 각각 높이가 15m인 16쌍의 코린트 양식의 기둥들로 바뀌었으며 이 기둥들은 아치로 연결되었다. 시각적으로 이 기둥들은 각각의 서까래에 대한 버팀 벽으로 보이지만, 구조적으로 그것은 과도한 것이었다. 그 이유는 돔이 피렌체 대성당의 것과 같이 가파르게 올라가는 달걀 모양을 하고 있었고, 그리하여 판테온의 것과 같은 반구형 돔보다 바깥으로 향하는 힘을 덜 가할 수 있었다. 판테온은 비록 버팀 벽에 의해 지지가 되지 않았으나 둥근 벽 위에 뻗치는 무거운 구조 때문에 아래로 향한 힘에 직면하고 있었다.
돔의 달걀 모양 윤곽은 지난 세기 동안 많은 학문적 논의의 주제였다. 미켈란젤로가 돔 아래의 원통형 부분을 완성한 채로 1564년 세상을 떠났으며, 브라만테의 기둥들은 원래 설계된 것보다 훨씬 부피가 커서 각각의 폭이 18m에 이르렀다. 교황 비오 5세는 미켈란젤로가 죽자 그의 조수였던 자코모 다 비뇰라를 조르조 바사리와 함께 감리로 임명하여 미켈란젤로의 설계안대로 정확히 공사가 이루어지도록 하여 계속하여 대성당의 건설 작업이 이어질 수 있었다. 미켈란젤로의 의도에 대한 비뇰라의 지식에도, 큰 진전은 없었다. 1585년 열성적인 교황 식스토 5세가 작업 책임자로 자코모 델라 포르타를 임명하였고, 도메니코 폰타나는 그의 조수가 되었다. 식스토 5세의 5년간의 임기 동안에는 상당한 속도로 건설 작업이 진전되었다.

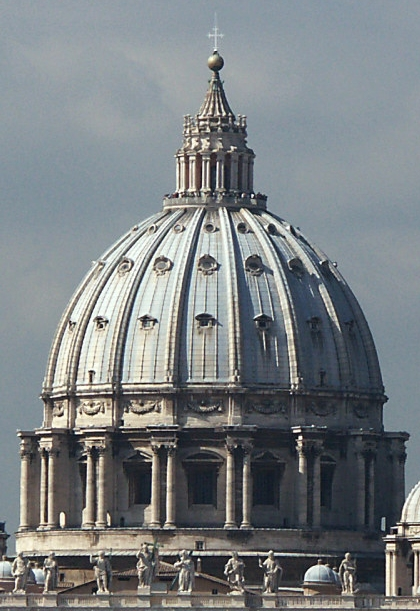
성 베드로 대성당의 돔

미켈란젤로는 돔의 초기 도면들과 상세 도면을 포함한 얼마 안 되는 수의 도면을 남겼다. 또한, 1569년 스테판 뒤 페라크의 작품인 상세한 판화가 출판되었는데, 그는 여기에 미켈란젤로의 최종 설계안이 담겨 있다고 주장하였다. 전임자였던 상갈로처럼 미켈란젤로 역시 목재로 된 건물의 큰 모형을 만들었다. 자코모 델라 포르타는 이 모형을 여러 방법으로 고쳐 보고, 여기서 그가 만든 변경사항을 설계안에 적용하였다. 변경사항 대부분은 표면적인 부분이었다. 예를 들어 식스토 5세에 대한 경의의 표현으로 돔의 원통형 부분의 위에 있는 꽃 장식 위에 사자 머리를 추가한다거나, 정탑의 꼭대기에 상갈로가 이전에 제안한 것과 같은 장식 고리를 추가하는 것 등이었다. 델라 포르타나 미켈란젤로가 건물 모형에 만든 주된 변화는 안쪽의 돔 위로 높이 바깥쪽 돔을 올리는 것이었다.
미켈란젤로가 그린 도면에는 반구 형태가 아닌 그의 초기 발상이 나타난 달걀 형태의 돔이 그려져 있다. 판화에는 반구형의 돔이 그려져 있으나, 아마 이는 판화가의 오류일 가능성이 크다. 나무 모형의 윤곽은 판화의 것에 비하면 달걀 형태에 가까우나, 완성된 돔에 비하면 덜 가깝다. 미켈란젤로가 임종할 무렵 돔을 더욱 뾰족한 형태로 하려 했다는 주장이 있다. 그러나 제임스 리스밀른은 자코모 델라 포르타가 변동사항에 대한 전적인 책임을 가지고 있었고, 교황 식스토 5세는 미켈란젤로에 대해 그가 수용할 수 있는 과학적 이해가 부족하다고 보았다고 언급했다.
헬렌 가드너는 미켈란젤로가 둥글게 늘어선 거대한 벽기둥들의 동적인 수직적 요소와 상대적으로 정적이고 안정된 돔의 균형을 맞추려고 아랫부분의 반구형 돔을 수정했을 것이라고 시사했다. 가드너는 또한 “(미켈란젤로에 의해) 건축물의 조각은 중층을 두어 땅에서 위로 확장하고 원통형 벽과 그 위에 있는 돔으로 나아가, 전체 건물은 기반부에서 최고점까지 단일한 개체로 함께 통합된다.”라고 언급했다.
건물을 둘러싸는 벽 돌림띠를 통해 건물이 조각되고 통합되며, 조화된다고 하는 건물에 대한 의식으로 미냐카는 현재의 달걀형의 윤곽이 결정되었다고 보는데, 이는 미켈란젤로의 초기(와 후기) 개념에서 필수적인 부분이었다. 조각가이면서 건축가인 미켈란젤로는 비유적으로 말하자면 이전의 설계안들을 가지고 각 설계안의 윤곽을 집약하여 건물이 찰흙 덩어리인 것처럼 다루었다. 건물의 각도를 직선으로 하고 건물이 밖으로 빠져나오려는 것을 억제하려는 시각적인 압력 때문에 대성당의 돔은 “확실히” 위를 향해 상승하는 것으로 보인다. 이런 설명이 정확한 것이라면, 돔의 윤곽은 자코모 델라 포르타가 생각했던 것처럼 구조적인 해결책만은 아닐 것이다. 이것은 시각적인 긴장과 압축에 대한 집적된 설계안 일부이다. 어떤 면에서 미켈란젤로의 돔은 피렌체 대성당의 고딕 양식의 윤곽으로 되돌아가 르네상스의 고전주의를 무시하는 것처럼 보이나, 다른 면에서는 1500년대의 다른 어떤 건물들보다도 바로크 건축의 형상을 미리 예견하는 것으로 볼 수도 있다.

#### 완성

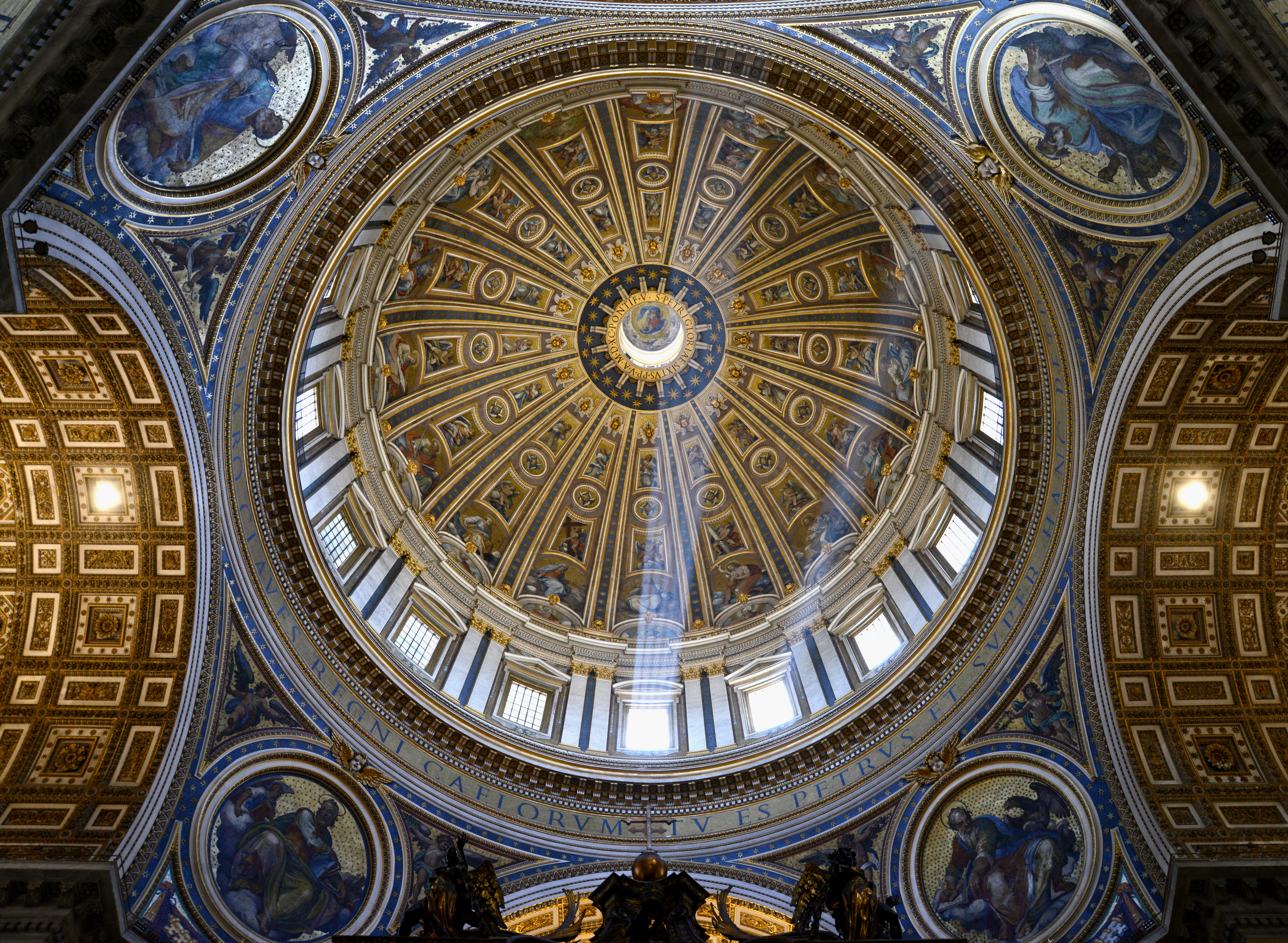
돔 공사는 자코모 델라 포르타와 폰타나가 시작해 끝마쳤다.

자코모 델라 포르타와 폰타나는 교황 식스토 5세의 치세 마지막인 1590년에 대성당의 중앙 돔을 완공하였다. 새 교황 그레고리오 14세는 폰타나가 채광창을 완성한 것을 보고 식스토 5세에게 경의를 표하는 명각을 돔 안쪽 틈에 새기도록 하였다. 다음 교황 클레멘스 8세는 대성당 안에 십자가를 세운 날을 기념하고자 온종일 축제를 벌이고, 모든 도시의 성당들에게 종을 울리라고 명령하였다. 십자가의 양팔 부분은 두 개의 납 용기로, 한쪽에는 성십자가의 파편과 성 안드레아의 유골이 들어 있으며, 다른 한쪽에는 거룩한 양의 원형 초상화를 담고 있다.
18세기 중반, 돔에 균열이 생기자 붕괴를 막고자 두 외관 사이에 네 개의 쇠사슬을 고리처럼 설치하였다. 여러 시대에 걸쳐 열 개의 쇠사슬이 설치되었다. 그 가운데 최초는 미켈란젤로가 브루넬레스키가 피렌체 대성당에 한 예방조치처럼 고안했을 것으로 보인다.
돔 내부 둘레에는 2m(6.5 ft) 짜리 글자가 새겨져 있다:
| “ | TV ES PETRVS ET SVPER HANC PETRAM AEDIFICABO ECCLESIAM MEAM. TIBI DABO CLAVES REGNI CAELORVM (“…너는 베드로이다. 나는 이 반석 위에 내 교회를 세우겠다. … 나는 너에게 하늘나라의 열쇠를 주겠다.…” (마태오 16,18-19.) | ” |

밑쪽의 채광창에는 다음과 같은 명각이 있다:
| “ | S. PETRI GLORIAE SIXTVS PP. V. A. M. D. XC. PONTIF. V. (성 베드로의 영광을 위하여, 식스토 5세 교황, 교황 재위 제5년, 1590년.) | ” |

#### 미켈란젤로의 도면 발견
2007년 12월 7일, 미켈란젤로가 직접 그린 것이 확실한, 붉은색 분필로 그려진 성 베드로 대성당의 돔 단면도가 바티칸 문서 보관소에서 발견되었다. 이 도면에는 돔의 원통 부분에서부터 두 개의 원기둥 위에 있는 엔타블레이처(기둥이 떠받치는 수평 부분)의 설계도가 정밀하게 그려져 있다. 미켈란젤로는 죽기 전에 수천 장의 도면들을 없애 버린 것으로 알려졌다. 이런 도면들 가운데 이 단면도가 기적적으로 살아남은 것은 작은 종잇조각에 불과한 데다가, 상세한 수학적 계산식이 도면의 윗부분에 있었기 때문으로 보인다.

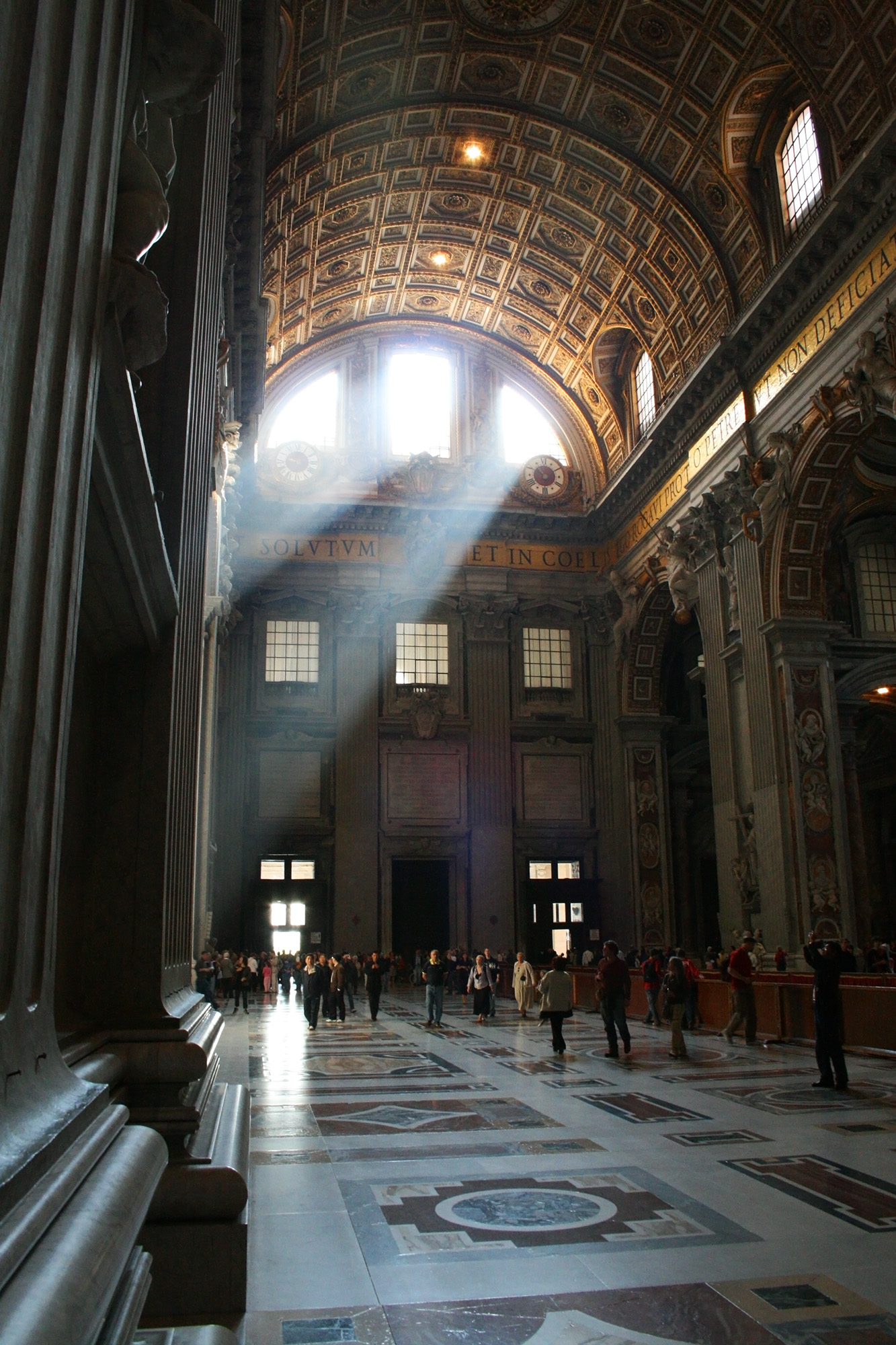
입구 쪽 방향으로 바라본 네이브

### 계획 변경
교황 바오로 5세의 치세인 1606년 2월 18일 사순시기 첫 주간, 콘스탄티노 대성당의 남은 건물을 파괴하였다. 교황 실베스테르 1세에 의해 박공벽 꼭대기에 콘스탄티누스 대제상이 끌어 내려지고, 대신 대리석 십자가가 놓였다. 재목은 보르게세 궁전의 지붕을 보수하는 데 썼으며, 옛 대성당 건물 가운데 가장 큰 것이었던 귀한 검은빛의 대리석 기둥 둘은 정성 들여서 보관하다가 나중에 나르텍스를 지을 때 사용하였다. 새로 지은 대성당에 다시 묻는다는 계획에 따라 수많은 교황의 무덤들을 발굴하여 금은보석과 함께 옮겨 놓았다.
1602년 교황은 카를로 마데르노를 건설 총책임자로 임명하였다. 도메니코 폰타나의 조카인 마데르노는 자신이 정력적인 건축가라는 사실을 증명해 보이고 싶었다. 그는 미켈란젤로의 건물을 경당들로 둥글게 에워싸자는 아이디어를 제시했다. 하지만, 교황은 미켈란젤로가 이미 40년 전에 죽었음에도 그의 고안에서 벗어나는 것을 주저하였다. 대체로 대성당을 모든 기독교도의 것이라기보다는 오히려 로마에 속하는 것이라고 보았던 교황청으로부터 멸시를 받았기 때문에, 다양한 나라에서 모집한 건축가들로 구성된 모임인 건축 위원회(Fabbrica)에서는 앞으로 건축 작업을 어떻게 진행해야 할지 고민에 빠졌다. 교황청의 생각에 영향을 끼친 것 가운데 하나는 가톨릭 개혁의 영향으로, 당시 그들은 그리스 십자가 고안을 이단과 연관된 것으로 취급하고, 라틴 십자가를 진정한 기독교의 상징으로 보고 있었다.
건축 위원회와 교황청에 영향을 끼친 또 다른 하나는 고대 건물을 파괴하는 것은 범죄라는 생각이었다. 그 땅 위에 오랫동안 있었던 제의실과 성구실을 여러 경당과 함께 축성하였다. 유일한 해결책은 전체 공간을 둘러싼 네이브를 짓는 것이었다.
1607년 위원들 가운데 호출받은 열 명의 건축가는 미켈란젤로의 건물 안 중랑을 확장하기로 결정을 내렸다. 중랑과 외관에 대한 미켈란젤로의 고안이 받아들여졌다. 건축은 1607년 5월 7일에 시작되었으며, 700명이라는 엄청난 수의 노동자를 고용한 덕분에 작업은 빠른 속도로 진행되었다. 다음해에 외관 작업이 시작되었으며, 1614년 12월 아치 천장에 치장 벽토를 바르는 것을 끝으로 다시는 손을 대지 않았다. 그리고 1615년 초기에는 두 구획을 나누었던 가운데 벽을 허물었다. 모든 파편들은 짐수레로 멀리 떨어진 곳으로 갔으며, 중랑은 종려주일에 맞춰 개장하였다.
성 베드로 대성당의 외관은 마데르노의 설계도에 따라 1607년부터 시공하여 1614년에 완공했다. 대성당 외관은 높이 45.44m, 너비 114.69m의 대규모인데 그 앞에 높이 27m, 지름 약 3m의 거대한 대리석 기둥 여덟 개를 세워 놓았다. 외관 윗부분에는 중앙에 그리스도가 십자가를 안고 있으며 좌우에 열한 제자의 모습이 대리석상으로 조각되어 있다. 그런데 성 베드로의 자리에는 성 요한 세례자의 대리석상이 대신 차지하고 있는데, 그 까닭은 성 베드로의 대리석상이 이미 성 베드로 광장 안에 성 바오로의 대리석상과 함께 서 있기 때문이다. 대리석상 하나의 높이는 약 6m에 달한다. 외관 표면에는 다음과 같은 글이 새겨져 있다:
IN HONOREM PRINCIPIS APOST PAVLVS V BVRGHESIVS ROMANVS PONT MAX AN MDCXII PONT VII(사도들의 으뜸의 영예로 선출된 바오로 5세 보르게세 교황, 교황 재위 제7년, 1612년)
대성당 외관에는 중앙 난간을 위시해 모두 세 개의 옥외난간이 있다. 중앙 난간에서는 일명 콘클라베라고 불리는 교황 선거에서 새로 선출된 새 교황이 군중 앞에 처음으로 모습을 드러내 연설하는 공식장소로 사용하고 있다. 또 이 장소에서 매년 성탄절과 부활절 정오에 전 세계에 보내는 교황의 축하 메시지를 낭독하고 있는데, 교황의 이러한 행사를 우르비 엣 오르비라고 부른다.

#### 나르텍스와 입구
성 베드로 대성당의 외관 뒤에는 이탈리아 로마네스크 양식 성당 건축에서 흔히 볼 수 있는 긴 열주 현관 또는 “나르텍스”라는 것이 있다. 이는 마데르노가 스스로 크게 만족한 설계안 일부이다. 이곳의 반원통형 둥근 천장은 화려한 회칠과 도금이 되어 있고, 삼각 궁륭들 사이의 작은 창들로 빛이 들어오는데 화려한 대리석 바닥이 광장에서 들어온 빛들이 반사되어 빛을 발한다. 나르텍스의 각 끝 부분에는 이오니아식 기둥에 의해 틀이 짜인 다소 극적인 공간이 있으며, 각각의 공간 안에는 기마상들이 있는데 남쪽에는 코르나키니의 샤를마뉴(18세기경)가 있고 북쪽에는 베르니니의 콘스탄티누스 대제가 있다.
다섯 개의 입구들(그 가운데 셋은 거대한 고대의 기둥들로 틀이 짜여 있음)은 대성당으로 통하는 출입구이다. 가운데 입구는 안토니오 아베를리노가 1455년 옛 대성당을 위해 만든 청동 문으로 되어 있으며, 이는 새로운 공간에 맞도록 어느 정도 확장된 것이다.

#### 마데르노의 중랑

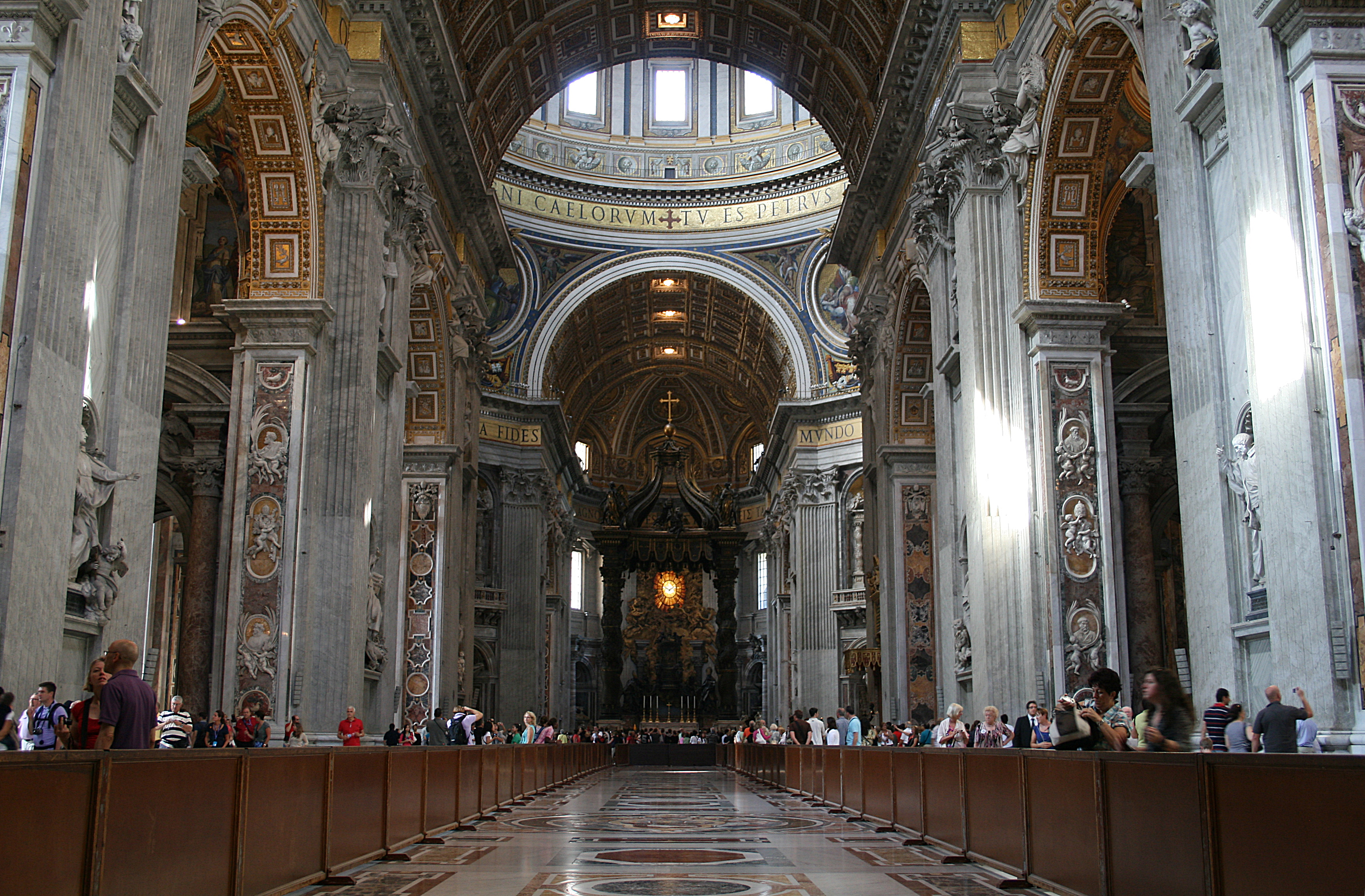
마데르노의 중랑, 성단소 방향

미켈란젤로의 그리스 십자가형 평면에는 베이가 하나만 있었지만, 마데르노에 의해 세 개로 더해졌다. 마데르노는 미켈란젤로의 베이와는 면적이 조금 차이가 나게 함으로써 두 건축 작업이 서로 조화를 이루게 하였다. 또한, 그는 중랑(中廊)의 축을 약간 비스듬하게 하였다. 비평가들의 말에 따르면 이것은 우연이 아니라고 한다. 바깥의 광장에는 고대 이집트의 오벨리스크가 세워져 있는데, 이 오벨리스크가 미켈란젤로의 건물과 일직선으로 맞지 않아 마데르노가 두 건물을 일직선으로 맞추려고 축을 바로잡은 것이다.
중랑은 미켈란젤로의 작업과 조화를 이루며 한 쌍의 거대한 벽기둥을 가지고 있다. 내부공간의 크기는 이곳이 건물 내부 규모라는 감각을 갖기 어려울 정도로 “엄청나게” 넓다. 중랑의 첫 번째 기둥들을 등지고 날개를 퍼덕이는 두 쌍의 커룹상이 있다. 커룹상들 사이에는 두 개의 성수반이 있다. 높이가 모두 2m가 넘기 때문에 실제 어린이들은 대리석 커튼을 기어오르지 않으면 성수반에 닿을 수 없다. 측랑들은 각각 두 곳의 작은 경당과 그보다 더 큰 직사각형의 경당, 성사(聖事) 경당과 성가대석 경당을 갖고 있다. 이 경당들은 대리석, 치장 벽토, 금박, 조각과 모자이크 등으로 장식되어 있다. 이 구역에서 눈에 띄는 몇몇 그림들이 있는데, 라파엘로의 “시스티나의 성모” 같은 경우는 모자이크로 다시 창작되었다. 그 가운데 가장 귀중한 그림은 옛 대성당에서 옮겨 온 성모 마리아의 작은 초상화이다.
성 베드로 대성당에서 마데르노가 한 마지막 작업은 지하실 비슷한 공간인 돔 아래의 콘페시오(Confessio)를 설계한 것으로, 이곳은 추기경들이나 특별히 허가를 받은 사람들만이 성 베드로가 묻힌 장소에 가까이 가도록 내려가는 곳이다. 이곳의 대리석 계단들은 옛 대성당에 있었던 것으로 계단의 난간 주위에는 95개의 청동 램프가 있다.

### 대성당의 가구

#### 교황 우르바노 8세와 베르니니
어린 시절, 화가 안니발 카라치와 함께 성 베드로 대성당을 찾은 잔 로렌초 베르니니(1598-1680)는 성 베드로를 위해 거대한 옥좌를 세우고 싶어했다. 그의 소원은 이루어졌다. 1626년 청년이 된 그는 교황 우르바노 8세의 협찬을 받아 50년 동안 대성당을 꾸미는 작업에 매달렸다. 1629년 마데르노의 후임자로 정해진 그는 바로크 시대의 위대한 건축가이자 조각가로 평가받게 되었다. 성 베드로 대성당에 있는 그의 작품은 발다키노를 포함하여 성체 경당, 네 개의 벽감 계획, 창문과 창문 사이의 벽 부분에 있는 로지아, 베드로의 의자 등이다.

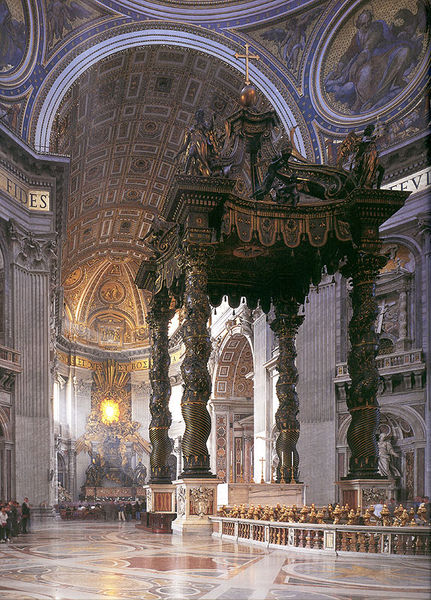
베르니니의 발다키노와 제대

#### 발다키노와 벽감
대성당 한가운데에는 교황이 미사를 집전하는 곳인 중앙 제대가 있고 그 위를 닫집 모양의 발다키노가 덮고 있는데, 그 높이가 꼭대기의 황금 십자가 부분까지 29m나 되며 무게는 자그마치 37,000kg에 달한다. 베르니니의 작품인 이 발다키노는 1625년 우르바노 8세의 명령에 따라 1633년 6월 29일 성 베드로의 축일에 완성했다. 발다키노의 지붕을 받치는 네 개의 나선형 기둥은 마치 소용돌이치듯 감겨 있는 모양을 띠고 있는데 이는 사람의 영혼이 하늘나라로 올라가는 것을 형상화한 것이라고 한다. 내부 중앙에는 성령을 상징하는 비둘기가 빛을 뿜어내는 모습으로 부조되어 있고, 위쪽으로 네 명의 천사가 화관을 하늘로 끌어올리고 있다. 또 다른 작은 천사들은 삼중관과 열쇠, 칼과 복음서를 들고 있다. 삼중관과 열쇠는 성 베드로를, 칼과 복음서는 성 바오로를 상징하고 있다. 그러나 이 발다키노는 높은 예술성에도 제작 당시에는 과다한 청동 사용 때문에 비난의 대상이었다. 심지어 판테온 내부 천장에서 수십 톤의 청동을 떼어와야 할 정도였다 한다. 이 제대에 오르도록 설치된 일곱 개의 계단은 한 개의 대형 대리석을 깎아 만든 것이다. 중앙 제대 아래쪽의 작은 벽감 안에 은으로 장식된 작은 상자가 있다. 이는 교황 베네딕토 14세가 봉헌한 것인데, 그 안에는 교황 리노가 사용했다고 전해오는 팔리움이 들어 있다. 이 팔리움은 성녀 아녜스 축일에 봉헌된 하얀 양털을 축성하여 그 실로 다시 짜서 만들었다. 한편 이곳은 전통적으로 새로 임명된 주교 또는 로마를 정기적으로 방문하는 세계 각국의 주교단들이 자신들이 맡은 임무를 성실히 수행하며 아울러 교계제도에 순종하겠다는 서약이나 갱신을 하는 곳이기도 하다. 이러한 전통은 6세기경부터 생겼다. 중앙 제대 밑에는 성 베드로를 포함한 역대 교황의 시신이 안치된 지하 묘지가 있다.
중앙 제대를 사이에 놓고 쿠폴라를 받치는 네 모서리 벽에는 각각 네 개의 커다란 대리석상이 자리 잡고 있다. 1629년~1640년 사이에 조각한 작품들로 성 론지노(베르니니의 작품), 성녀 베로니카(프란체스코 모키의 작품), 성 안드레아(프랑수아 뒤케스노이의 작품), 성녀 헬레나(안드레아 볼지의 작품)의 석상들이다. 이 석상들 위 난간에 각각 두 개씩 모두 여덟 개의 대리석 원주가 있는데 이 원주들은 신축 이전 옛 성 베드로 대성당의 발다키노 기둥이었다. 그 위로는 경당이 하나 자리 잡고 있는데 이곳에서는 사순절 마지막 시기인 성주간 동안에만 예수의 땀을 닦았다고 전해지는 수건, 예수가 못 박혔다고 전해지는 성십자가의 나무 조각, 예수의 허리를 찔렀다고 전해지는 성창 등의 성유물들이 일반인들에게도 특별히 공개를 허가하고 있다.

#### 베드로의 의자와 성체 경당

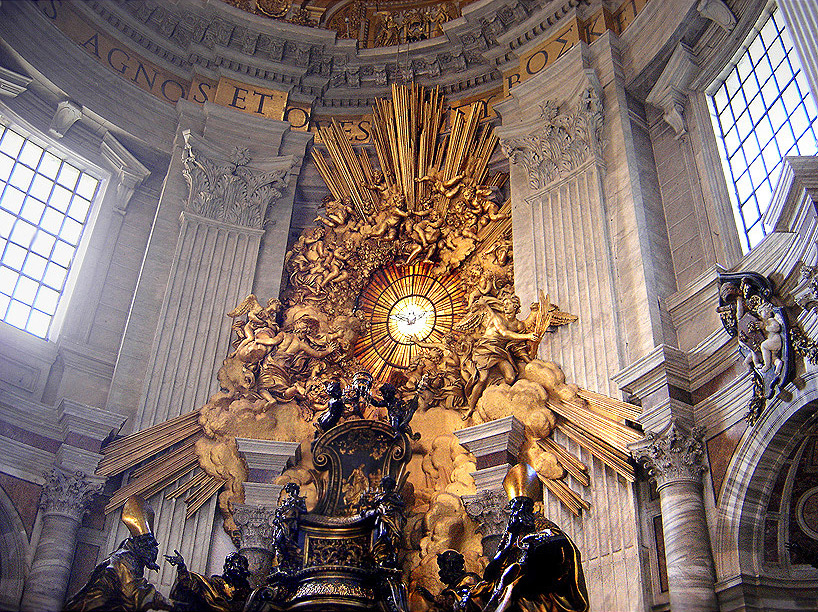
베르니니의 “베드로의 의자”와 “영광”

베드로의 의자(Cathedra Petri)는 중앙 제대 뒤쪽 부분에 자리를 잡고 있다. 예로부터 전해오는 이야기에 따르면 성 베드로가 로마에서 선교 활동을 할 때 앉았던 나무 의자의 조각들을 모아 5세기경 상아로 장식된 의자로 만들었다고 한다. 그 후 교황 알렉산데르 7세가 베르니니를 시켜 그 의자 위를 무게가 약 75,000kg에 달하는 청동으로 입히고 장식을 해서 오늘에 이르고 있다. 이 의자의 네 다리를 무게 39,000 kg, 높이 4~5m의 청동상들이 잡고 있는데, 앞의 두 명은 서방 교회의 교부들인 성 암브로시오와 성 아우구스티노이며, 뒤쪽으로는 동방 교회의 교부들인 성 요한 크리소스토모와 성 아타나시오이다. 의자를 받치는 네 인물 형상들은 망토를 펄럭이며 경배와 환희의 감정을 표현하는 동적인 자세를 취하고 있다. 의자 위쪽을 보면 천연대리석을 얇게 깎아 유리처럼 보이는 타원형의 창 안에 성령을 상징하는 비둘기가 하늘에서 비치는 빛을 타고 내려오는 장면이 새겨져 있다. 비둘기 날개의 폭은 1.75m에 달한다. 그리고 이 창을 잘 살펴보면 열두 부분으로 나뉘어 있는데, 이는 그리스도의 열두 제자를 뜻한다. 그리고 타원형의 둥근 모양이 세 부분으로 구성된 까닭은 삼위일체를 표현하기 위함이다. 비둘기 주위는 구름에 둘러싸인 천사들이 에워싸고 있다. 초로의 화가인 안드레아 사키는 베르니니가 이 형상들을 크게 만들도록 설득했으며, 그리하여 네이브의 중앙 입구로 들어섰을 때 이 작품들이 뚜렷하게 보이게 되었다. 베드로의 의자는 1666년 1월 16일 성대한 의식을 통해 대성전에 안치되었다.
베르니니가 성 베드로 대성당에서 한 마지막 작업은 1676년에 맡은 성체 경당의 장식이다. 그는 성체를 보관하기 위한 장소로서 브라만테의 템피에토를 축소한 형태를 한 경당을 도금한 청동으로 만들었으며, 이 작은 경당은 성 베드로가 순교한 위치를 가리키고 있다. 양쪽에는 천사상들이 있는데 한 천사는 경외심으로 가득 찬 얼굴로 경배하고 있으며 다른 천사는 감상자를 향해 환영의 눈빛을 보내고 있다. 베르니니는 1680년에 82살의 나이로 사망하였다.

### 성 베드로 광장
대성당 동쪽에는 성 베드로 광장(Piazza di San Pietro)이 있는데, 1656년부터 1667년까지 11년 동안 베르니니의 설계로 세워졌다. 설계자 베르니니는 단순한 균형미를 광장 설계의 중심 주제로 했다. 광장에 들어서면 우선 눈에 들어오는 부분이 양쪽에 서 있는 타원형의 대회랑이다. 모두 284개의 원기둥꼴 대리석 기둥이 각각 네 줄로 양편에 당당히 서 있는데, 기둥 하나의 높이가 16m나 된다. 그 위에 성인과 교황의 모습들이 대리석으로 조각되어 서 있는데 모두 140개이며 대리석상 하나의 높이는 3.24m의 거대한 석상이지만 순례자들의 눈에는 조그마한 모습으로 한눈에 들어오는 까닭은 광장과 대성당의 웅장한 규모 때문이다. 광장은 폭이 246m이며 광장 입구에서 대성당의 입구까지 길이만도 무려 300m나 된다.

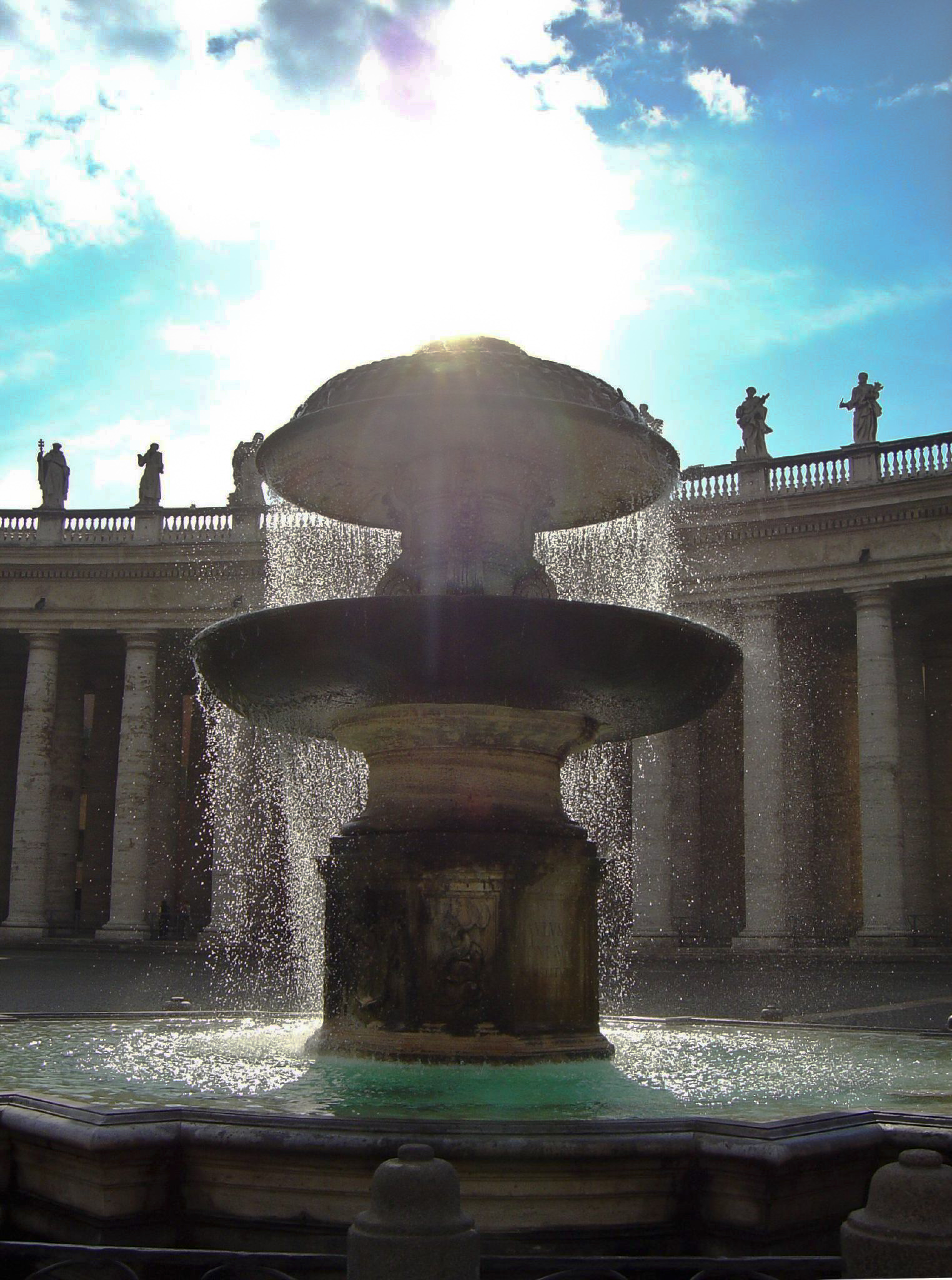
광장 양 옆에 있는 두 개의 분수대.

광장 한가운데에 해시계처럼 우뚝 높이 솟아 있는 거대한 오벨리스크는 원래의 자리가 이곳이 아니라 대성당 정면을 바라보면서 왼쪽에 있었다. 그리고 그곳은 네로 전용의 개인 경기장이 있던 자리인데 오벨리스크는 경기장의 장식을 위해 그 안에 세워져 있었다. 바로 이 경기장에서 성 베드로가 순교를 당했고, 이를 기념하여 훗날 이 자리에 성 베드로 대성당을 지었던 것이다. 네로의 경기장은 대성당을 건립할 때 모두 철거되었지만, 오벨리스크만은 그 자리에 그대로 남겨 두었다. 그 후, 식스토 5세 교황의 명령에 따라 1586년 4월 30일 이전 공사를 시작하여 130일 후인 같은 해 9월 10일, 지금의 위치에 세우게 되었다. 받침대를 제외한 순수한 오벨리스크의 높이만도 25m이며 약 300t의 무게인 이 건축물을 이전하려고 동원된 근로자만 900여 명이었고 그 밖에도 말이 140여 필, 이전을 위해 특별히 제작된 권선기 47대 등 당시로써는 엄청난 대공사였다고 한다. 난공사 끝에 지금의 자리에 옮겨진 오벨리스크 위에 청동으로 십자가를 제작해 올려놓았는데, 이 십자가 안에는 성녀 헬레나가 예루살렘에서 가져온 예수가 못 박힌 십자가 원본의 일부가 들어 있다.
오벨리스크를 중심으로 양쪽에는 화려한 바로크 문양으로 장식된 두 개의 분수대가 자리 잡고 있다. 대성당을 정면으로 바라보면서 오른쪽 분수대는 지금의 대성당 정면을 설계한 카를로 마데르노의 작품이며, 왼쪽의 것은 도메니코 폰타나가 설계한 작품이다. 이 두 분수대는 광장의 아름다운 조화와 균형을 위해 건축했다고 하는데 종교적인 의미로 생각한다면, 하느님의 성전에 들어가기 전에 물로써 죄를 깨끗이 씻어야 한다는 상징적인 의미가 더욱 크다. 실제로 반세기 전까지만 해도 대성당에 순례 왔던 사람들은 모두 양쪽 분수대의 물을 손으로 떠서 머리 위에 먼저 뿌린 후 대성당 안으로 들어갔다고 한다.
한편, 오른쪽 회랑 너머에는 교황의 거처인 사도 궁전과 바티칸 미술관 등 바티칸 시국의 실체가 있다. 성 베드로 광장이 끝나는 곳에 가면 산탄젤로 성과 일직선으로 이어지는 긴 도로에 들어선다. 이 도로의 명칭은 “화해의 길”이라는 뜻의 비아 델라 콘칠리아치오네이다. 1929년에 바티칸과 이탈리아가 체결한 라테란 조약을 기념하고자 1937년 착공하여 1950년 성년을 맞아 개통되었다. 비아 델라 콘칠리아치오네 양편에는 아름다운 건물들이 나지막하게 줄지어 있다.

## 명화·명조각

### 무덤

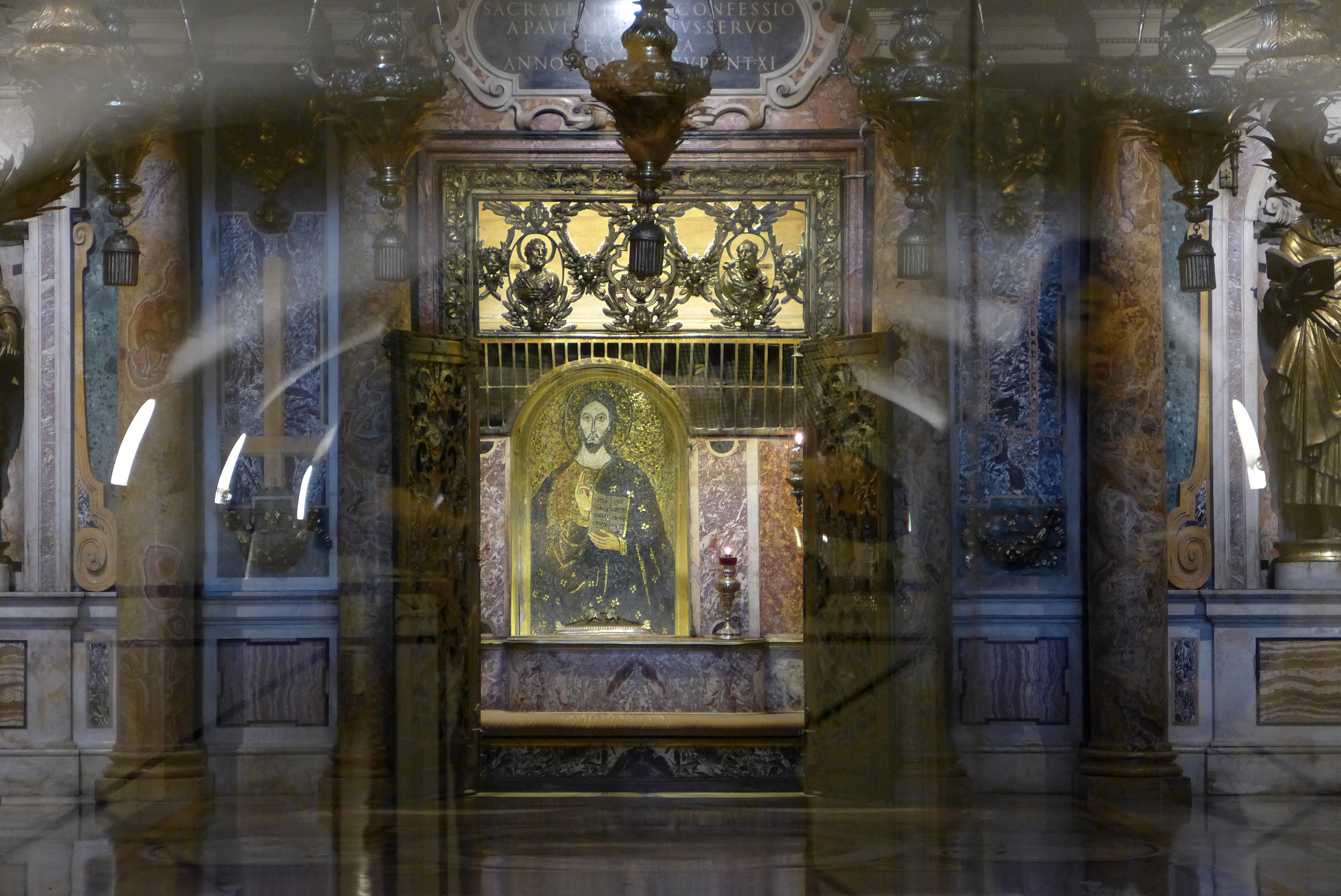
제1대 교황 성 베드로의 무덤.

대성당 내부에는 백 개가 넘는 무덤들이 있는데, 대부분 대성당 바로 밑 지하 동굴에 자리 잡고 있다. 이곳에는 성 베드로를 시작으로 역대 교황의 대부분을 비롯하여 안티오키아의 성 이냐시오, 신성 로마 제국의 오토 2세 황제, 작곡가 조반니 피에르루이지 다 팔레스트리나도 매장되어 있다. 본국에서 추방당해 교황 클레멘스 11세에게 망명을 신청해 의탁한 영국의 가톨릭교도 왕족인 제임스 프랜시스 에드워드 스튜어트와 그의 두 아들 찰스 에드워드 스튜어트 그리고 헨리 베네딕트 스튜어트도 이곳에 묻혀 있다. 또한, 찰스 에드워드 스튜어트의 아내인 마리아 클레멘티나 소비에스카와 왕위를 포기하고 가톨릭 신앙으로 회심한 스웨덴의 크리스티나 여왕도 이곳에 묻혀 있다.

### 수공예품

#### 종탑과 나르텍스

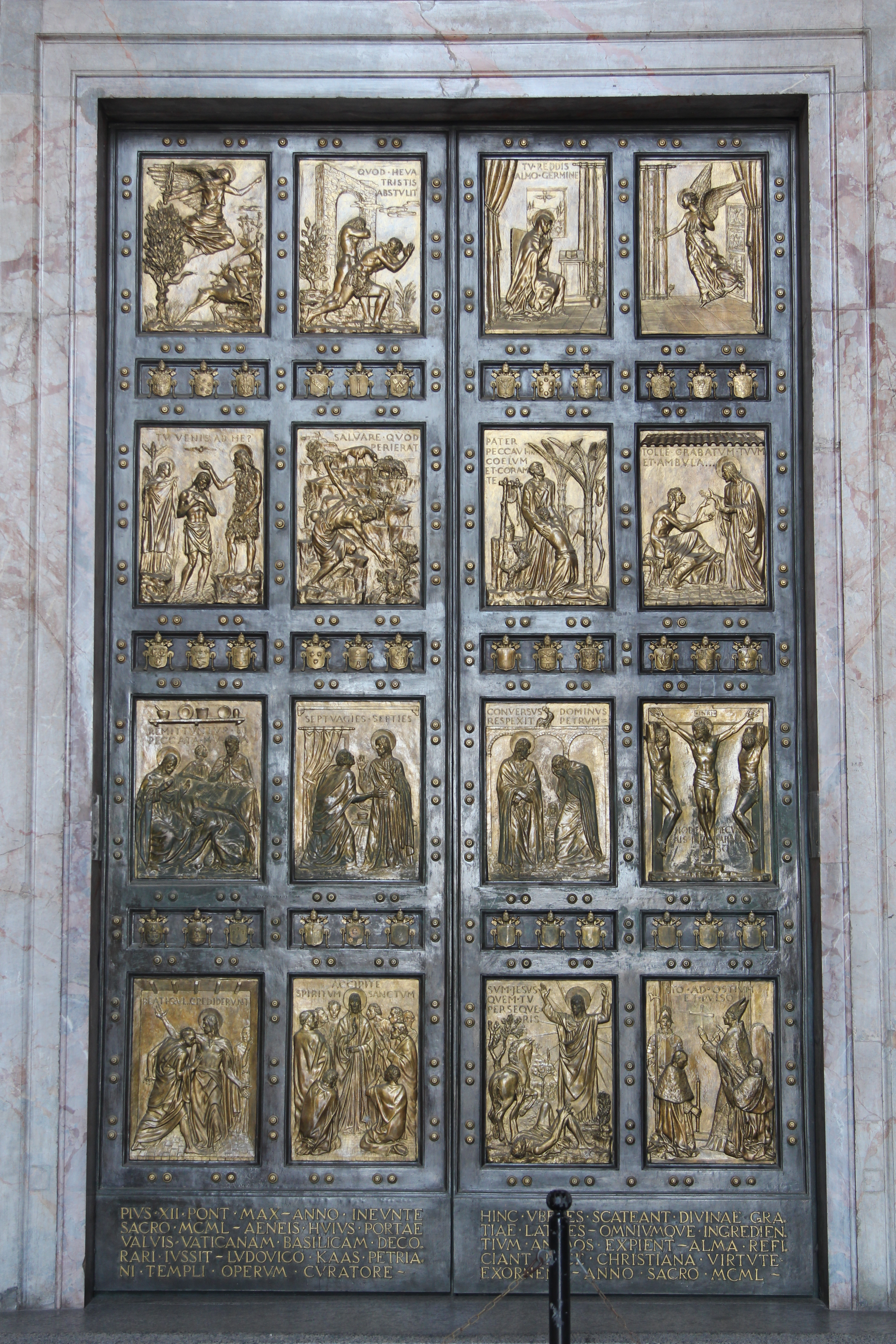
성년에만 열리는 성년의 문.

대성당 정면 양 측면에는 두 개의 시계가 있는 종탑들이 있다. 왼쪽에 있는 시계는 1931년 이후 전기로 작동하고 있다. 대성당의 종은 1288년대에 제작하였다. 중앙 입구 위에 있는 모자이크 그림은 대성당의 가장 소중한 보물 가운데 하나이다. “나비첼라(Navicella)”라고 불리는 이 그림은 조토가 설계를 기반으로 그리스도의 교회를 상징하는 배를 표현하였다. 건물 앞에 서 있는 본당으로 들어가려면 입구의 회랑을 통과해야 한다. 길이 71m, 폭 13m, 높이 20m의 장엄한 회랑이다. 바닥에는 교황 요한 23세의 문장이 대리석으로 장식되어 있으며 콘스탄티누스 대제의 대리석상이 오른쪽에 있다. 이 석상은 베르니니가 1670년에 완성한 작품이다. 그 반대편에는 1725년에 아고스티노 코르나키니가 만든 샤를마뉴의 대리석상이 있다.
입구 회랑에서 내부로 들어갈 수 있는 문이 다섯 개 있는데, 맨 오른쪽에 있는 청동 문이 ‘성년의 문(Porta Santa)’이다. 1950년 성년을 기념해 스위스의 신자들이 제작하여 기증한 이 문에는 열여섯 편의 성경 이야기가 부조되어 있다. 또 같은 해에 제작된 ‘성사의 문(Porta dei Sacramenti)’ 역시 성년을 기념한 것이었다. 가운데에는 ‘중앙문(Grande Portale Centrale)’으로서 유일하게 초기부터 있던 청동 문이 있다. 1455년에 피렌체 출신의 안토니오 아베를리노가 제작한 이 문 위쪽에는 예수와 성모 마리아의 모습이, 아래쪽에는 성 베드로와 성 바오로가 부조되어 있다. 중앙문 바로 왼쪽에 있는 문이 1977년 9월 2일 교황 바오로 6세의 80회 생일을 기념해 만든 ‘선과 악의 문(Porta del Bene e del Male)’으로 오른쪽에는 선한 것을, 왼쪽에는 악한 것을 상징하는 형상들이 부조되어 있다. 맨 왼쪽의 문은 ‘죽음의 문(Porta della Morte)’으로 교황 요한 23세가 조각가 자코모 만추에게 요청해 만든 예술작품이다. 그 이름처럼 성 베드로 대성당에서 장례 미사를 거행할 때는 이 문을 통해 시신이 들어 있는 관이 출입하게 된다.
전통적으로 성년의 문은 50년 주기로 성년이 되는 해에 1년 동안 열리는데, 오직 교황만이 이 문을 열고 닫을 수 있다. 지금의 문은 1950년 청동으로 만든 것으로 비코 콘소르티가 설계한 것이다. 문 위에는 성년의 문 개방을 기념해 새긴 비문이 있다: PAVLVS V PONT MAX ANNO XIII 그리고 GREGORIVS XIII PONT MAX. 근래의 기념 장식판은 아래와 같다:
| FRANCISCVS PP PORTAM SANCTAM ANNO MAGNI IVB MM- MMI A IOANNES PAVLVS PP II RESERVATAM ET CLAVSAM APERVIT ET CLAVSIT ANNO IVB MISERICORDIAE MMXV- MMXVI | IOANNES PAVLVS II P.M. PORTAM SANCTAM ANNO IVBILAEI MCMLXXVI A PAVLO PP VI RESERVATAM ET CLAVSAM APERVIT ET CLAVSIT ANNO IVB HVMANE REDEMP MCMLXXXIII – MCMLXXXIV | IOANNES PAVLVS II P.M. ITERVM PORTAM SANCTAM APERVIT ET CLAVSIT ANNO MAGNI IVBILAEI AB INCARNATIONE DOMINI MM-MMI | PAVLVS VI PONT MAX HVIVS PATRIARCALIS VATICANAE BASILICAE PORTAM SANCTAM APERVIT ET CLAVSIT ANNO IVBILAEI MCMLXXV |
| 프란치스코 교황이 2015~2016년 자비의 희년을 맞이하여 요한 바오로 2세 교황이 2000~20002년 대희년을 맞이하여 여닫은 성문을 여닫다.                       | 요한 바오로 2세 교황이 바오로 6세 교황에 의해 1976년에 닫힌 성년의 문을 1983년-1984년 인류 구원의 성년을 맞이하여 여닫다.                                         | 요한 바오로 2세 교황이 그리스도 강생 사건 기념으로 2000년-2001년 대희년을 맞이하여 성년의 문을 여닫다.            | 바오로 6세 교황이 1975년 성년을 맞이하여 바티칸 총대주교좌 대성당의 성년의 문을 여닫다.                           |

#### 중랑
- 청동 문을 통해 대성당 안으로 들어서면 바닥에 반암을 박아 표시해 놓은 원형의 붉은 대리석을 밟게 된다. 서기 800년 성탄 자정 미사 때 바로 이 자리에서 샤를마뉴가 무릎을 꿇고 교황 레오 3세로부터 왕관을 받았다. 이 원을 지나면 반암으로 만든 커룹 한 쌍이 지키는 2m 높이의 성수대 두 개가 나온다.[35]
- 중랑에서부터 각종 천연대리석을 사용해 아름답게 깔아 놓은 바닥이 있다. 이 바닥 위에는 전 세계의 이름난 성당들과 성 베드로 대성당의 크기를 비교해 놓은 수치가 새겨 있다.
- 중랑의 장식 벽기둥 표면은 대형 메달과 초기 서른여덟 명의 교황을 묘사한 부조가 있다.
- 중랑의 벽기둥 사이 벽감에는 서른아홉 명의 수도원 창립자들을 묘사한 대리석상들이 세워져 있다.
- 돔의 북동쪽 피어의 반대편에 의자에 앉은 성 베드로 청동상이 있다. 13세기 조각가 아르놀포 디 캄비오가 제작한 것으로 피에타와 함께 대성당의 명물로 통한다.[31] 성 베드로 청동상은 고대 로마식 복장에다 왼손에는 열쇠를 들고 오른손은 곧추세운 채 의자에 똑바로 앉은 모습을 하고 있다.[36] 중세 때부터 이곳을 찾는 수많은 순례자가 청동상의 발에 입맞춤하고 손으로 만지며 기도하는 습관 때문에 오른쪽 발가락은 거의 다 닳아서 원형이 사라졌고 이제는 왼쪽 발가락도 많이 닳은 상태다. 성 베드로의 축일인 6월 29일에는 이 청동상에 금실로 수놓은 제의를 입히고 미사를 집전한다. 청동상 위쪽에는 살레시오회의 창립자인 성 요한 보스코와 교황 비오 9세의 모자이크 초상화가 걸려 있다.
- 바티칸 동굴 방향으로 움푹 들어간 고해소(告解所)에는 안토니오 카노바가 제작한 교황 비오 6세의 무릎 꿇은 거대 조각상이 있는데, 그는 나폴레옹의 군대에 의해 포로로 잡혀 학대받은 교황이다.
- 중앙 제대 위에는 베르니니의 발다키노가 얹어져 있다(윗글 참조).
- 돔을 받치는 네 모서리 벽 안의 벽감에는 대성당의 성유물들과 함께 석상들을 배치하였다: 예수의 십자가를 든 성녀 헬레나(안드레아 볼지); 예수의 옆구리를 찌른 창을 쥔 성 론지노(베르니니); 성 안드레아 십자와 성 안드레아(프랑수아 뒤케스노이); 예수의 얼굴이 찍힌 수건을 든 성녀 베로니카(프란체스코 모키).

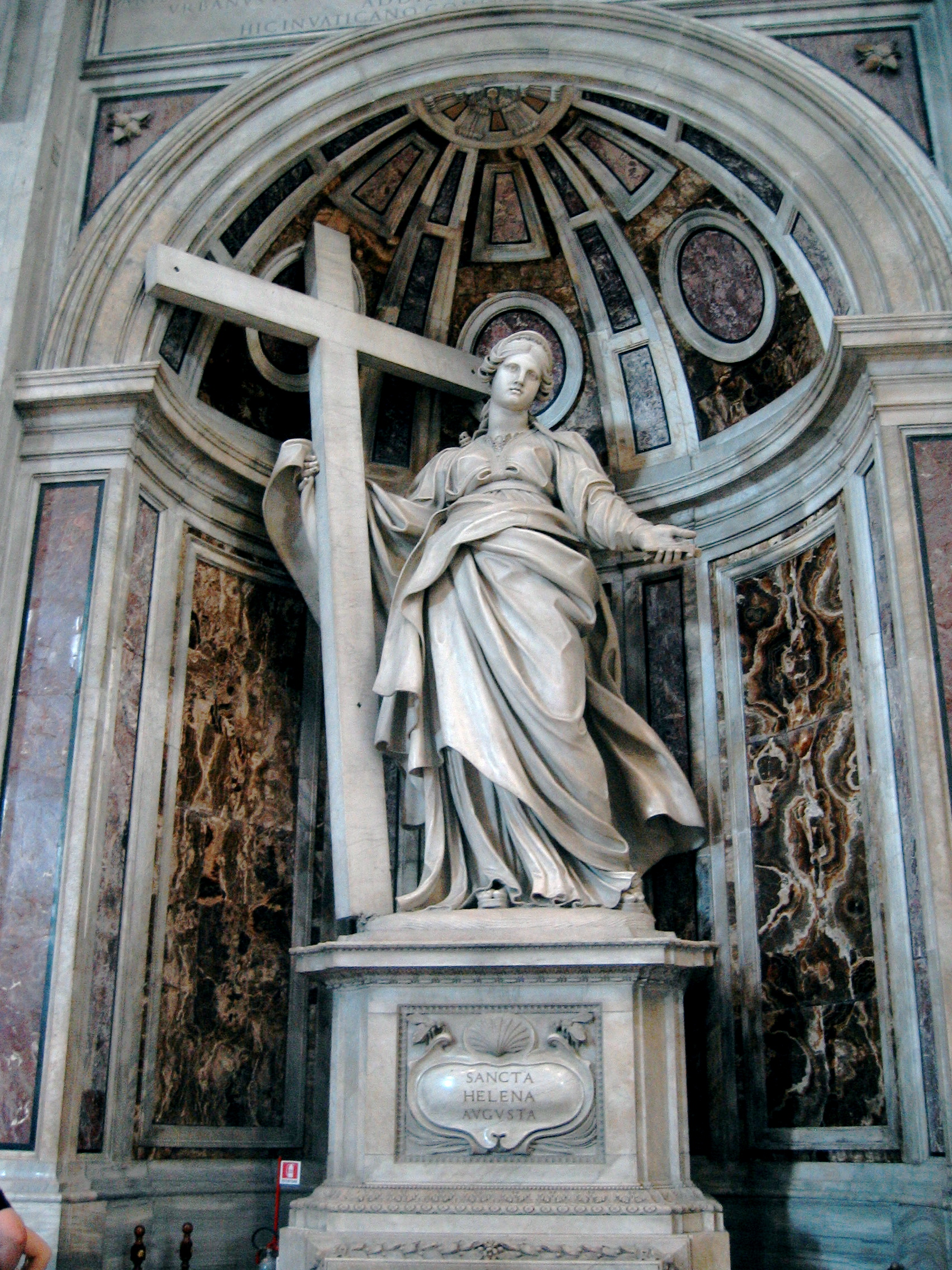
성녀 헬레나
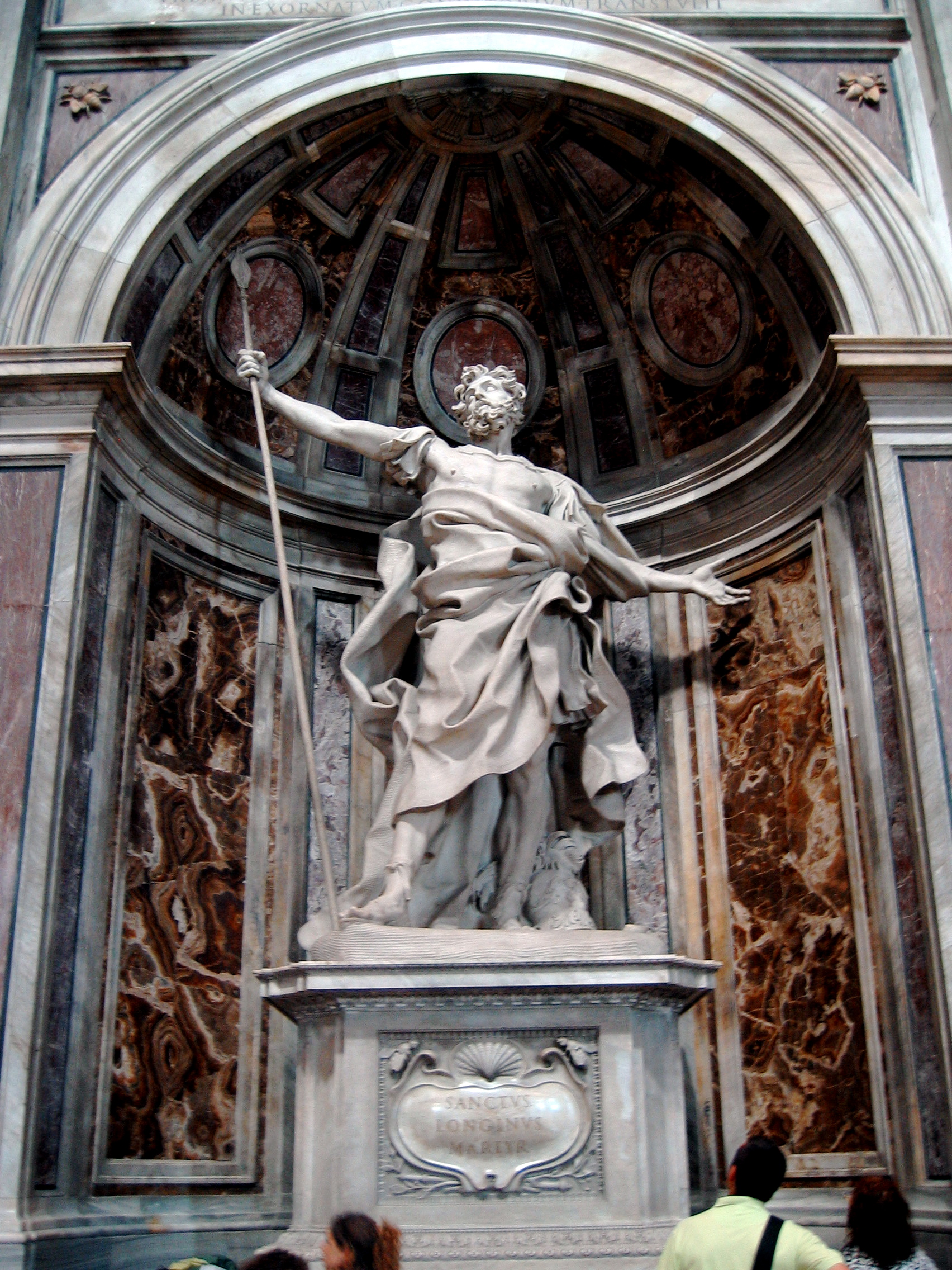
성 론지노
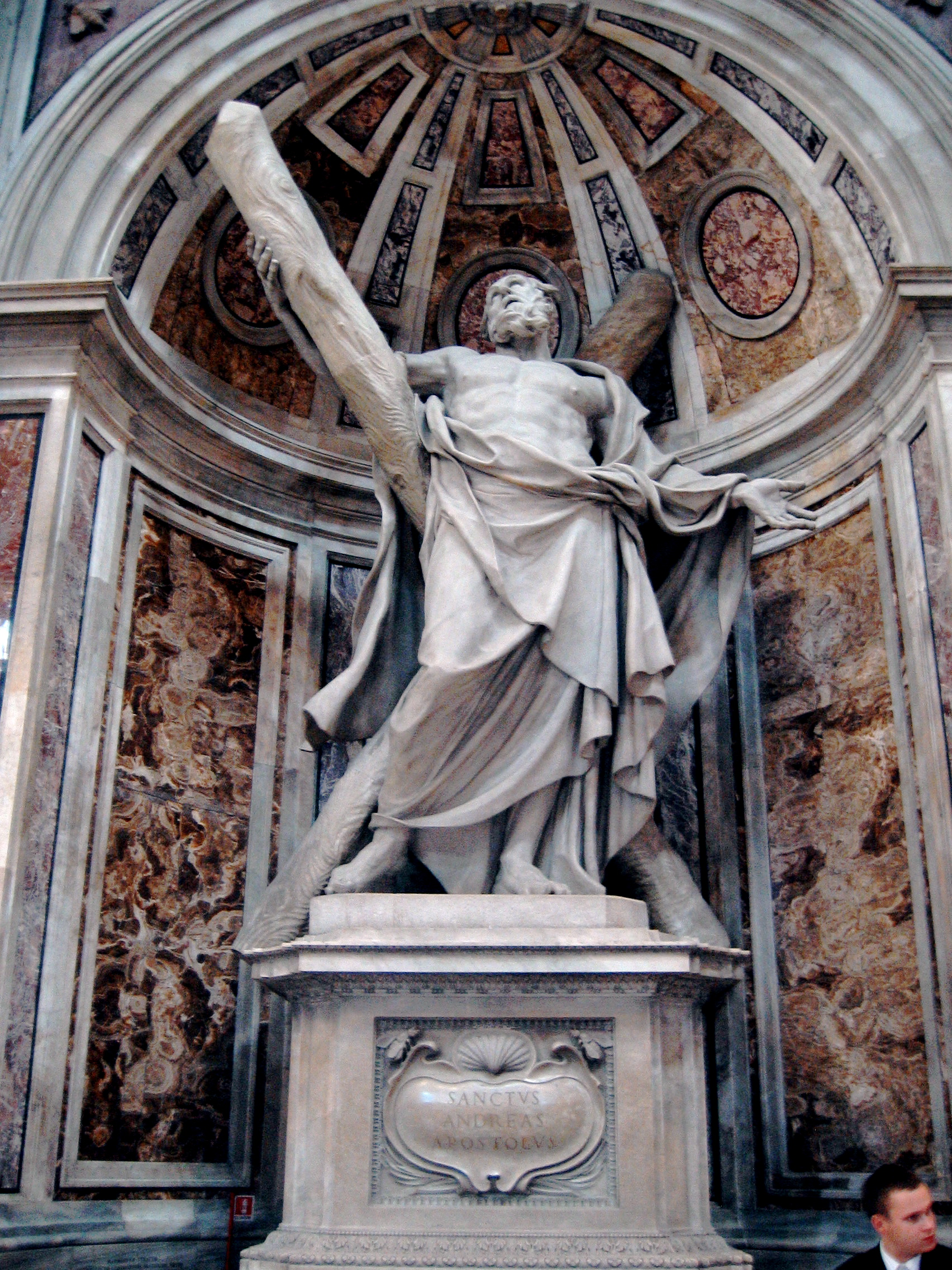
성 안드레아
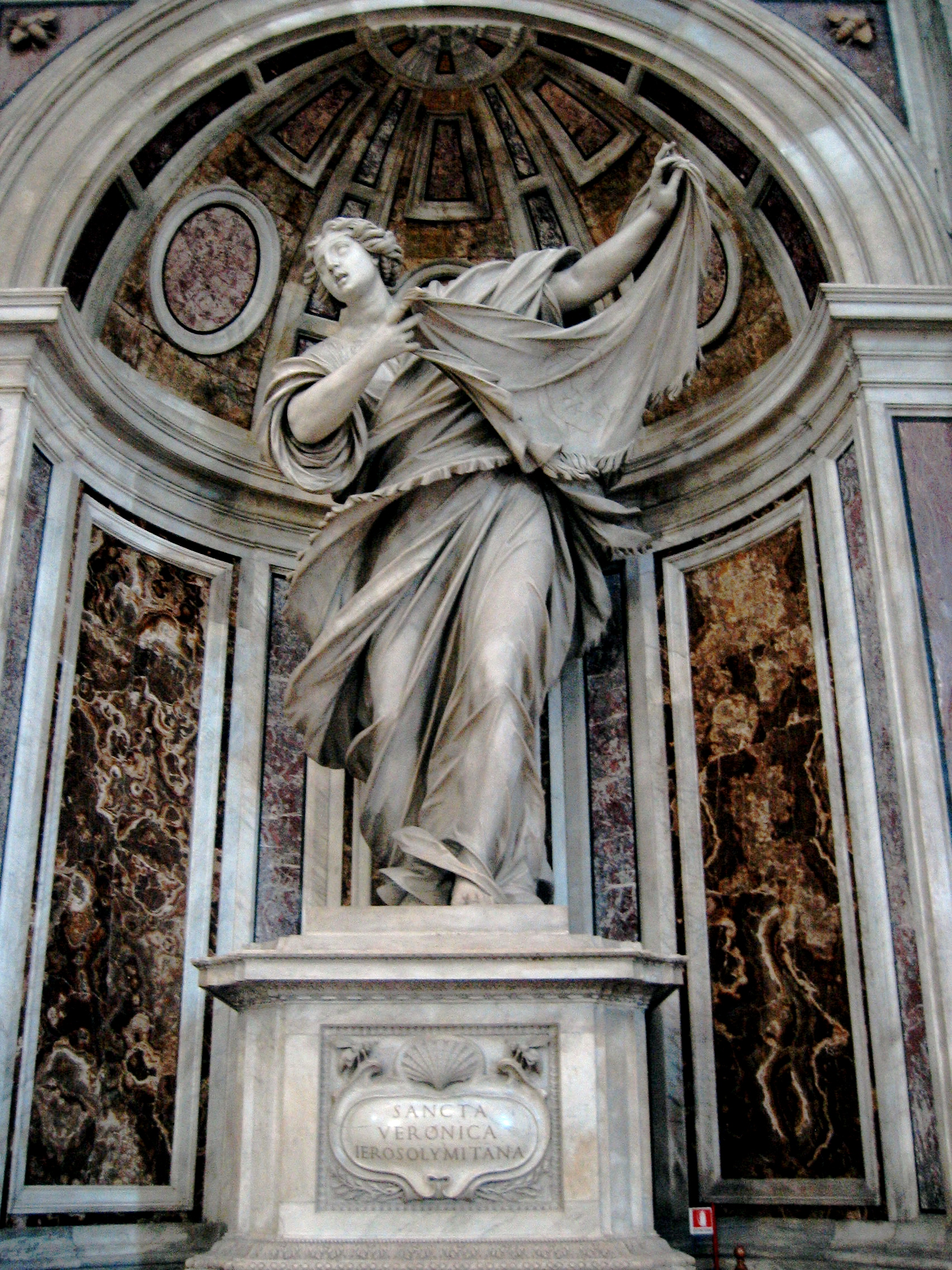
성녀 베로니카

#### 북쪽 측랑

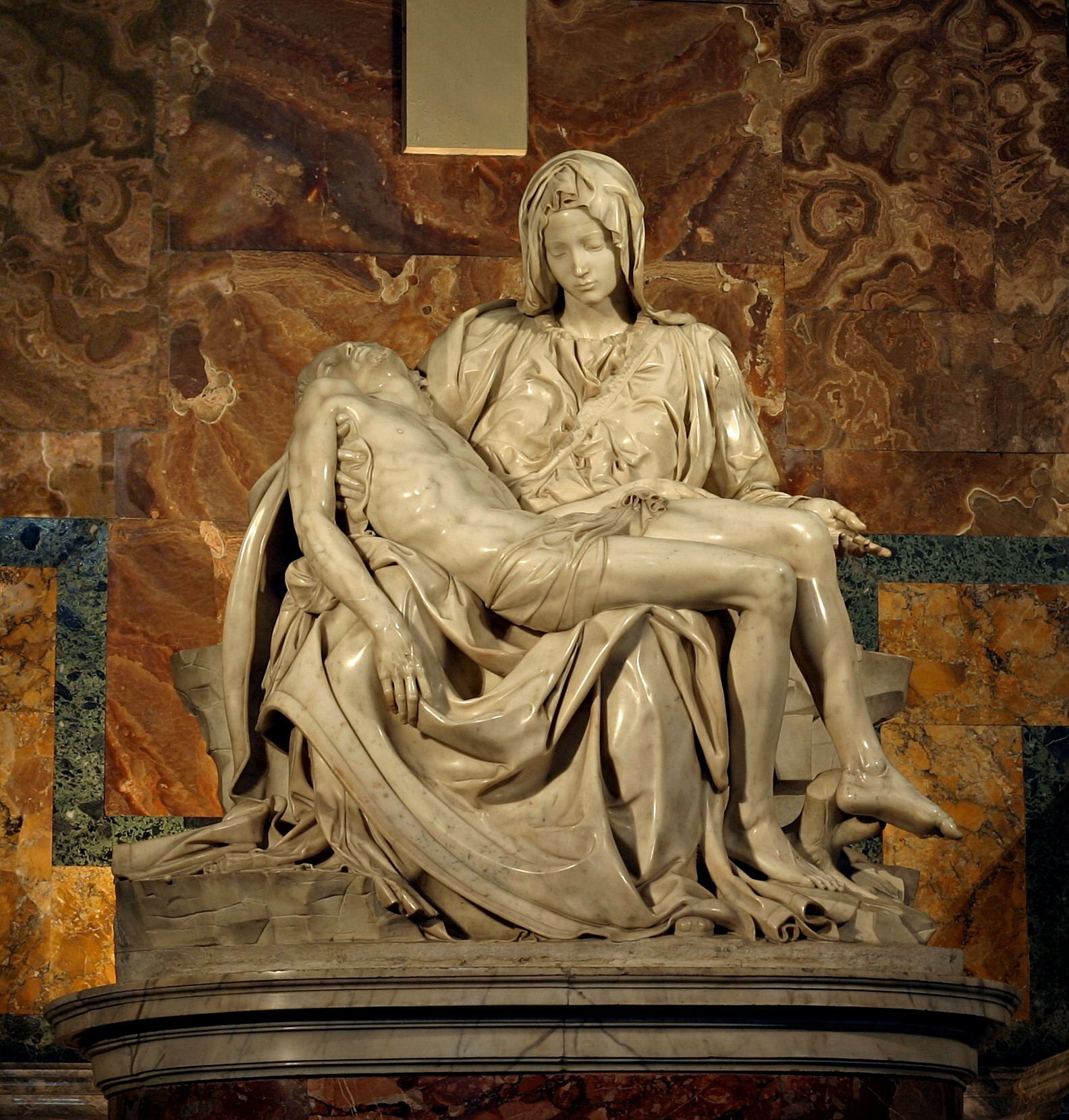
미켈란젤로가 조각한 《피에타》

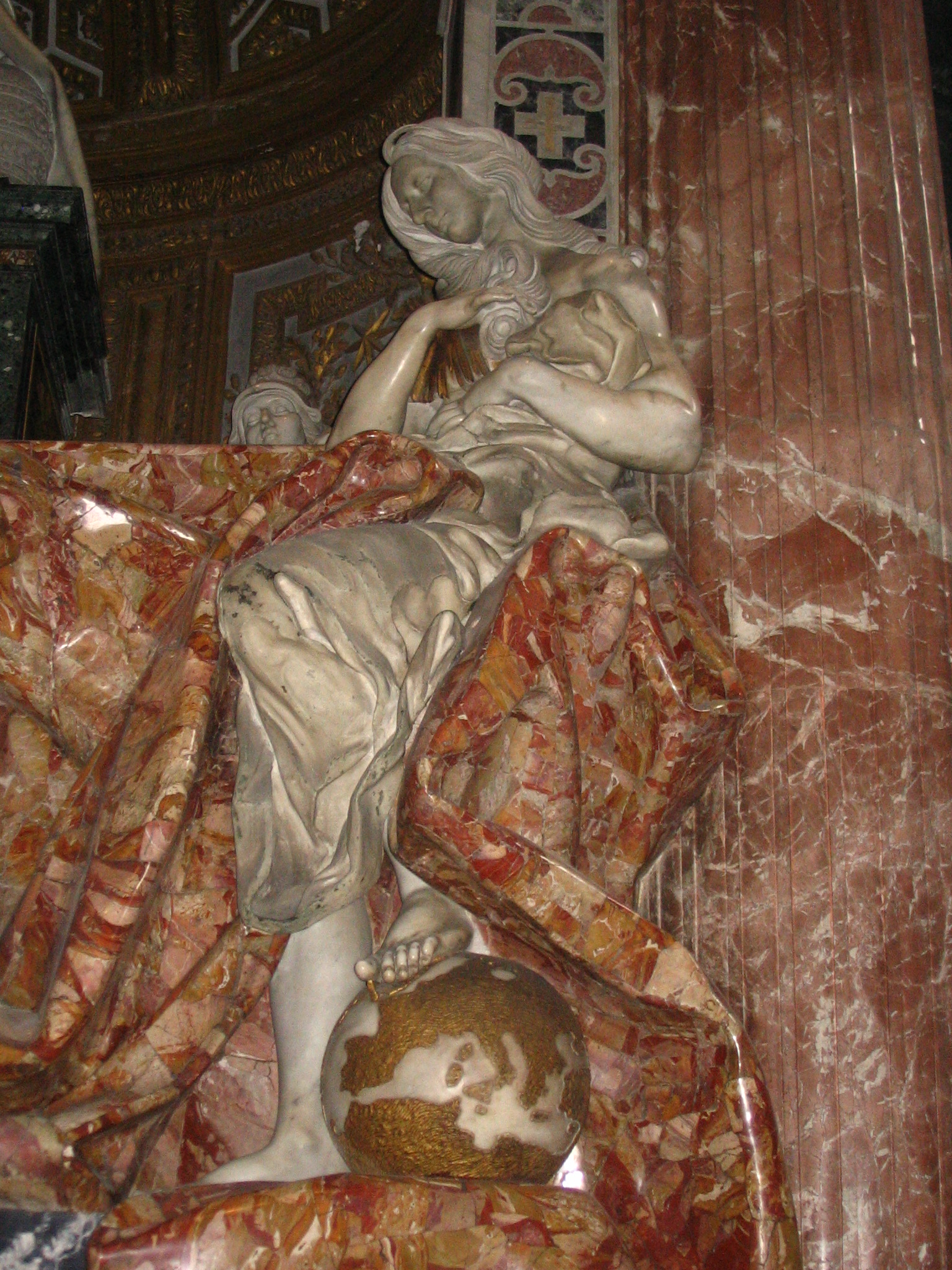
베르니니의 《진실》, 그녀의 발아래에 잉글랜드가 놓여 있다.

- 북쪽 측랑의 제1경당에는 미켈란젤로의 《피에타》가 있다.[37] 당시 로마 주재 프랑스 대사였던 랑그로사이오 추기경의 의뢰를 받아들여 겨우 스물다섯 살의 나이에 완성한 이 조각상은 다비드상과 모세상과 더불어 그의 3대 걸작품으로 손꼽힌다. 자신의 작품에 서명하지 않은 것으로 유명한 미켈란젤로가 유일하게 남긴 서명된 작품이 바로 이 피에타상이다.
- 오른쪽 측랑의 첫 번째 피어에는 스웨덴의 크리스티나 여왕의 기념비가 있다. 그녀는 가톨릭 신앙으로 회심하려고 1654년 왕위까지 포기했던 사람이다.
- 성 세바스티아노에게 봉헌된 제2경당. 교황 비오 11세와 교황 비오 12세의 기념 동상이 있다.
- 성체 예배당은 오른쪽 측랑과 접한 큰 예배당으로 성체를 모신 감실을 보관하고 있다, 베르니니(1644).
- 구원의 성모 제대와 가까이 있는 교황 그레고리오 13세와 교황 그레고리오 14세의 기념비, 카밀로 루스코니(1723).
- 측랑 끝 부분에는 성녀 베드로닐라의 유해가 안장된 제대와 구에치노(조반니 프란체스코 바르비에리)의 “성녀 베드로닐라의 매장” 제대화(1623)가 있다.

#### 남쪽 측랑
- 남쪽 측랑의 제1경당은 세례대이다. 교황 인노첸시오 12세에게 임명받은 카를로 폰타나(도메니코 폰타나의 종손)가 설계했다.
- 측랑의 첫 번째 피어를 배경으로 스튜어트 일족의 무덤이 있다. 제임스와 “보니 공 찰리”로 알려진 그의 아들 찰스 에드워드와 추기경이자 요크 공작인 헨리의 무덤이 있다. 이 무덤은 신고전주의 조각가 안토니오 카노바의 작품으로 1819년 공개했다. 찰스 웨드워드 스튜어트의 아내 마리아 클레멘티나 소비에스카의 기념비가 무덤 맞은편에 있다.
- 제2경당에는 《동정 마리아의 자헌》 성화와 교황 베네딕토 15세와 교황 요한 23세의 기념 동상이 있다.
- 피어들을 배경으로 교황 비오 10세와 교황 인노첸시오 8세의 기념 동상들이 있다.
- 제의실 입구에는 교황 비오 8세의 기념 동상이 있다.
- 남쪽 익랑에는 성 토마스와 성 요셉의 제대와 ‘십자가에 못 박힌 성 베드로’ 성화가 있다.
- 측랑 끝쪽에는 교황 알렉산데르 7세의 기념상이 있다. 베르니니의 작품으로 “바로크 시대의 훌륭한 대리석상 가운데 하나”로 불리고 있다. 대리석상 위쪽에는 교황이 무릎을 꿇고 자신의 죽음을 준비하며 마지막 기도를 바치는 모습으로 조각되어 있고, 그 곁에는 교황의 권위를 상징하는 삼중관이 놓여 있다. 그 아래에는 구겨 놓은 종이처럼 정교하게 다듬어진 천연대리석이 보이는데, 이는 교황의 시신을 덮은 천을 뜻한다. 천 속에 모래시계를 든 해골의 모습이 보인다. 모래시계는 이승의 마지막 순간을 상징하고, 머리를 천으로 감싼 해골은 죽음이란 누구도 피할 수 없는 숙명이라는 것을 강조한다. 기념 동상 주위에 네 여인의 석상이 자리를 잡고 있는데, 이는 정의, 현명, 자비, 진실을 각각 상징한다. 그 중 진실을 뜻하는 여인의 석상은 원래 나체로 조각된 것을 교황 인노첸시오 11세가 그 위에 옷을 입혔다.

## 같이 보기
- 교황
- 미켈란젤로
- 바티칸 시국(교황 있는 곳)
- 성 베드로
- 바실리카
- 산 파올로 성당 (관광지)
- 산타 마리아 마조레 성당 (관광지)
- 대성당
- 산 조반니 인 라테라노 대성당 (로마주교좌성당:교황좌성당)